# OCTOPATH TRAVELER
『OCTOPATH TRAVELER』（オクトパストラベラー）は、スクウェア・エニックスより発売されたゲームソフト。2018年7月13日にNintendo Switch版、2019年6月7日にMicrosoft Windows版、2020年4月28日にGoogle Stadia版、2021年3月25日にXbox One版が発売。同時にXbox Game PassにてPCおよびXboxの両方に対応。2024年6月6日にPlayStation 5/PlayStation 4版が発売。

## 概要
スクウェア・エニックスの新規IPコンテンツによるファンタジーRPG。
「旅立とう、きみだけの物語へ―」をキャッチコピーとした正統派王道RPGである。
2017年1月に「Project OCTOPATH TRAVELER」のプロジェクト名で発表され、同年9月に先行体験版が配信開始。2018年3月には発売日と共に正式タイトルが『OCTOPATH TRAVELER』へ定められた。
メインスタッフは浅野智也や高橋真志など『ブレイブリーシリーズ』のメンバーを中心とし、開発担当にはアクワイアを起用。同社で『ロード・トゥ・ドラゴン』などを手掛けた宮内継介がディレクションを担当する。
「伝統と革新の融合」を標榜し、プレイスタイルの異なる8人の主人公による「ロールプレイ」、「コマンドブースト」「ブレイク」による戦略性をもたせたバトルシステム、「HD-2D」をコンセプトとした美麗なドット絵調グラフィック等をアピールポイントとしている。1万点以上になるキャラクターモーションはキャラクターをパーツ毎に分解したあと、任意のモーションポーズの各部位に差し替えるという方式で量産化を果たしているが、ドット崩れは手作業で修正している。
メタスコアは83点を獲得している。UIと字幕は9つの複数言語に対応しており、このうちフルボイスは日本語と英語が収録されている。
2020年10月28日には、本作の数年前を舞台とするスマートフォン向けゲームアプリ『OCTOPATH TRAVELER 大陸の覇者』が配信開始された。Ver3.0から後述のOCTOPATH TRAVELER IIの設定を新大陸「サイド ソリスティア」として搭載。
2023年2月24日と2024年6月6日に各ハードで、続編である『OCTOPATH TRAVELER II』が発売された。
2025年12月4日に『OCTOPATH TRAVELER 0』が発売予定。

## ゲームシステム
フィールドコマンド / 固有アクション
8人の主人公にはそれぞれ異なるフィールドコマンド（以下、FCと表記）と、戦闘や攻略を有利にする固有アクションを持つ。FCを使用すると町の住民や通行人などに対して干渉することができる。またFCには大きく分けて「正道」と「邪道」の2種類があり、正道はレベルなどの条件を満たしていれば必ず成功する。一方、邪道はレベルに関係なく行えるが、成功確率が設定されており、連続して失敗すると町人との関係が悪化してしまい、その町ではFCが使えなくなってしまう。悪化した関係は酒場で一定の金額を支払うことで修復することができる。

コマンドブースト
本作のバトルにおける核となるシステム。BP（ブーストポイント）を消費する事でブースト段階を最大3段階まで調節でき、消費量に応じて「たたかう」での連続攻撃を可能にしたり、各種アビリティ効果を強化することができる。BPは毎ターン開始時に1ポイント得ることができ、最大5ポイントまで獲得できるが、BPを使用したキャラは次のターンにBPは得られない。

ブレイク
敵には弱点となる武器や属性と「シールドポイント」が設定されている。敵の弱点を突くと相手のシールドポイントが減少し、0にすることでブレイク状態となる。この状態の敵は次のターンまで行動不可となり、約2倍のダメージを与えられるようになる。

ジョブシステム
各主人公に固定された「ベースジョブ」に加えて、任意に変更できる全12種の「バトルジョブ」が存在する。バトルではベースジョブとバトルジョブのアビリティを使用可能、ジョブに応じてパラメータが上がる。同じバトルジョブを複数のキャラに装備することはできない。各地にある祠の祭壇を調べると入手できるが、一部のジョブの入手にはそれぞれの神が課す試練を突破しなければならない。
バトルに勝利すると得られるJP（ジョブポイント）を使うことでアビリティを取得し、一定のアビリティを入手すると装備して効果を発揮するサポートアビリティを入手できる。一度取得したサポートアビリティはバトルジョブを変更しても失うことはない。各ジョブのアビリティを全て習得すると、ブースト段階が最大時のみに発動可能な、十二神の名を冠する強力な奥義が習得可能になる。
剣士
使用武器 - 剣、槍
剣や槍による攻撃アビリティを習得できる物理攻撃特化のジョブ。属性攻撃は習得しない。守護神は「雷剣将ブランド」。
踊子
使用武器 - 短剣
踊りによって味方に様々なバフ効果を与えるサポート系アビリティが豊富なジョブ。守護神は「舞踏姫シルティージ」。
商人
使用武器 - 槍、弓
「集金」「傭兵呼び」などの商人特有の技や、自身の回復や回避など自己強化が出来るジョブ。守護神は「紳商伯ビフェルガン」。
薬師
使用武器 - 斧
回復や復活、状態異常無効化など様々な技で味方をサポートする。また斧による強力な攻撃アビリティを覚える。守護神は「霊薬公ドーター」。
狩人
使用武器 - 斧、弓
弓による様々な攻撃アビリティを覚えるなど剣士と同じく物理攻撃に特化したジョブ。また「ターゲット」や「ねんちゃく糸」など戦闘を有利にする技も覚える。守護神は「狩王女ドレファンド」。
盗賊
使用武器 - 剣、短剣
盗賊らしく「盗む」をはじめとして攻撃と同時に敵のHPやSPを奪う技が特徴。また敵の物理攻撃や物理防御を下げるデバフ技も覚える。守護神は「盗公子エベル」。
学者
使用武器 - 杖
魔法攻撃に特化したジョブ。火、氷、雷属性それぞれの全体魔法攻撃を習得する。守護神は「碩学王アレファン」。
神官
使用武器 - 杖
光属性の攻撃を覚え、薬師が味方単体であるのに対して味方全体への回復や復活技を覚える。また味方に属性攻撃の無効化や反射の効果を付与し、味方を護ることができる。守護神は「聖火神エルフリック」。
武芸家
使用武器 - 剣、槍、短剣、斧、弓、杖
物理攻撃のスペシャリストで、全ての武器の攻撃アビリティを使用できる。守護神は「豪武匠ウィンヒルド」。
魔術師
使用武器 - 弓、杖
魔法攻撃のスペシャリストで、6属性全ての全体魔法を習得できる。守護神は「魔大公ドライサング」。
星詠人
使用武器 - 槍、短剣
味方を幅広くサポートするアビリティを多く習得できる。守護神は「星占師ステオーラ」。
ルーンマスター
使用武器 - 剣、斧
自身にルーンを付与することで、武器による攻撃に属性の追加攻撃を加えることができる。守護神は「魔剣士バロガー」。

## 登場人物

### 『OCTOPATH TRAVELER』からの登場人物

#### 主人公
各主人公はゲーム開始時に1人を選択し、そのキャラクターはパーティ固定メンバーとなる。それ以外の7人は任意のタイミングで仲間にすることができ、変更は酒場で行える。最初に選んだ主人公のストーリーをクリアすると自由にパーティを編成できるようになる。ストーリー進行中、イベントごとにパーティメンバーの会話が発生する「パーティチャット」を見ることができる。8人の名前の頭文字を繋げると「OCTOPATH」になる。
『大陸の覇者』においても、いずれもプレイアブルキャラクターとして登場。
オフィーリア・クレメント (Ophilia Clement)
声 - 日本語：茅野愛衣、英語：クリスティーナ・ヴァレンズエラ
ベースジョブ - 神官 / 年齢 - 20歳
フロストランド地方「フレイムグレース」の聖火教会に仕える神官の女性。
15年前の戦争で両親を失いヨーセフ大司教に引き取られた。ヨーセフの娘リアナとはその頃からの親友で、姉妹のように仲がいい。引き取られた当初は家に引きこもっていたが、リアナに励まされ立ち直った。20年に一度行われる「式年奉火」の大役を任されたリアナの準備を手伝っていたが、突如ヨーセフが病に倒れてしまう。父を心配するリアナを気遣い、彼女に代わり式年奉火を担うことを決意し、各地にある巡礼地を目指し旅立つ。
巡礼地の一つである「セントブリッジ」で儀式を終えた後、町に住む少年たちと出会う。その中の一人ダリルは母親を亡くしたことで性格が荒れており、彼にかつての自分を重ねリアナに励まされた話を聞かせる。ダリルの友達エミールがダリルの母親のブローチを探すため危険な暗がりな森に入ってしまうも、魔物を倒しエミールを助けた。次の巡礼地である「ゴールドショア」に到着し、ドノヴァン司教を訪ねる。そこでドノヴァン司教から彼の娘が人質に取られ、聖火の種火を持って来いと脅されていることを知る。誘拐犯からドノヴァンの娘リサを助け出し、事件を解決するもそこへリアナが現れヨーセフの死を知らされる。さらにリアナによって眠らされ聖火の種火を奪われてしまう。リアナの真意を確かめるため彼女が向かった「ウィスパーミル」に向かう。
リアナを追いウィスパーミルに到着するもマティアスに扇動された住民に捕らえられてしまう。再会したリアナに助けられるも彼女は亡くなった父への想いに囚われ、マティアスの儀式に協力するため立ち去ってしまう。リアナを止めるため祭壇に向かい、幼い頃にヨーセフから教えられた話をリアナに聞かせ、マティアスの儀式を阻止した。事件解決後、ショックで家に閉じこもっていたリアナを連れ出し、幼い時に励まして貰った時のことを話し彼女を元気づけた。
FCは町人を導き一定期間仲間として同行させられる「導く（正道）」。プリムロゼと同様、仲間にした町人は
固有アクション「加勢」で戦闘へ参加させることが可能。

サイラス・オルブライト (Cyrus Albright)
声 - 日本語：梅原裕一郎、英語：スティーヴ・ヴェスト
ベースジョブ - 学者 / 年齢 - 30歳
フラットランド地方「アトラスダム」の王立学院に仕える学者。
生徒からの人気は高いが気にする様子は無く、新しい知識を得ることが何よりの楽しみ。ただし知識を独占する気はなく、知識は万人に広めるべきという考えを持っている。ある日、図書館から本が1冊なくなっていることに気づき、調査を進め事件を解決する。事件解決後、イヴォン学長から自分がメアリー王女と恋仲になっている噂が流れていることを聞き、責任を取り辞職する。かつて図書館に保管されていた「辺獄の書」に興味を抱き、その調査のため旅立つ。
学院の先輩オデットが住む「クオリークレスト」を訪れ、オデットから最近町で失踪事件が多発していること聞く。調査を進め、人々が下水道の奥に誘拐され魔術の儀式に利用されていたことをつきとめる。犯人のギデオンが持っていた本が辺獄の書の写本であり、さらにその写本が製本の町「ストーンガード」で発行されたものだと見抜く。ストーンガードに到着し、写本を作った翻訳者ドミニクを訪ね、写本を依頼した人物がイヴォンだと知る。その後、自分を尾行していたルシアからイヴォンの生家に招かれ、イヴォンによって地下牢に閉じ込められるもテレーズに助けられる。そこへイヴォンが現れテレーズを連れ去るも、イヴォンを倒しテレーズを救出した。助けた彼女からイヴォンが「ダスクバロウ」に向かう予定だったことを聞き、一連の真相を確かめるため町を後にする。
ダスクバロウに到着後、遺跡に向かうルシアを追い遺跡に保管された多くの書物を見つける。イヴォンを利用していたルシアと対峙し、能力を評価され同志に誘われるも、彼女の選民的な思想を否定する。異形な姿と化したルシアを倒した後、遺跡の壁画を調べ辺獄の書は禁じられた力への警告だと解釈し、今後辺獄の書の知識が悪用された時に適切な対処ができるよう後世につなげることを決意する。その後は多くの書物に囲まれながら研究の日々を送る。
FCは通常の会話では得られない情報を探り出すことができる「探る（邪道）」。
固有アクションは戦闘開始時に敵の弱点を1つ暴くことができる「予習」。

トレサ・コルツォーネ (Tressa Colzione)
声 - 日本語：青木瑠璃子、英語：フライダ・ウォルフ
ベースジョブ - 商人 / 年齢 - 18歳
コーストランド地方の港町「リプルタイド」で両親と共によろず屋を営む商人の少女。
価値が優れた商品を見抜く才能に長けている。自分が本当にやりたい事を探している。ある日、町が海賊に襲われ商品や人々の持ち物を奪われてしまう。海賊のアジトに潜り込み元海賊の商船船長レオンの協力を得て海賊を撃退させることに成功。レオンから褒美として自分の商品の中から好きな物を一つやると提案され、その中から見つけた世界を旅した記録が記された名もなき手記に世界への憧れを抱き、商人としての修行のため故郷を旅立つ。
鉱山の町「クオリークレスト」を訪れ、商人の少年アリーと出会い、見た目はクズ石だが磨くと宝石のように光り輝く「碧閃石」の商売で競い合う。そこへ大地主のモーロックが現れ、碧閃石を強引に買い取ろうとし、反発したアリーが連行されてしまうも、モーロックの屋敷に乗り込みアリーを救出する。別れ際、「グランポート」で開催される商人の祭典「大競売」を聞き、競売に出す商品を探し出すことを決意する。森の都「ヴィクターホロウ」でレオンと再会。海賊時代のレオンと競い合っていたバルタザールが遺した地図を発見し、レオンから彼とバルタザールの話を聞く。地図を読み解きバルタザールが遺した秘宝エルドライトを見つけレオンに届けるも、自分の本当の宝はもう持っていると断られる。レオンが話した「本当の宝」をいつか自分も見つけると決め町を後にする。
グランポートに到着し、大競売に出資しているウィンダム家の令嬢ノーアと出会い、競売の対象が彼女への贈り物だと知る。競売の準備中、突如謎の女エスメラルダに手記を奪われてしまうも、アリーの協力を得て取り返す。競売では旅のきっかけとなった手記を出品し、多くの出会いを得られたこの旅こそ自分の本当の宝だとアピールし、外の世界に憧れていたノーアの心を動かした。その後は自分の宝をさらに磨くため旅を続けていく。
FCは町人からアイテムを買い取ることができる「買取る（正道）」。レベルが高くなると割引できることがある。
固有アクションは敵が出現するエリアを歩くと所持金が貯まる「歩いてリーフ」。金額は敵のレベルが高いほど多くなる。

オルベリク・アイゼンバーグ (Olberic Eisenberg)
声 - 日本語：小西克幸、英語：パトリック・セイズ
ベースジョブ - 剣士 / 年齢 - 35歳
かつて「剛剣の騎士」と呼ばれ称えられた亡国「ホルンブルグ」の剣士。
8年前の戦乱に身を投じていたが、親友であったエアハルトの裏切りで主君アルフレート王を殺され祖国も滅亡した。それ以降、「バーグ」という偽名でハイランド地方の小村「コブルストン」に身を寄せる。村を襲った山賊の頭ガストンが持つ剣がかつてエアハルトが使っていたものだと見抜き、エアハルトとの関係を問う。長年失っていた自分の剣の意味を見出すため、そしてエアハルトにかつての裏切りの真意を問いただすため、村を旅立つ。
ガストンから聞いたエアハルトの行方を知るグスタフに会うため武闘大会が開かれる町「ヴィクターホロウ」を訪れる。若手興行主セシリーの手引きで本戦への出場権をつかみ、多くの強豪を撃破し決勝でグスタフを破り優勝を果たす。試合後、グスタフからエアハルトの過去とホルンブルグに潜入した経緯を知り、エアハルトがいる「ウェルスプリング」に向かう。ウェルスプリングに到着し、衛兵のベイル隊長からエアハルトがこの町で護衛を務めていることを聞く。町の近くにあるリザードマンの巣窟でエアハルトと再会。彼の想いを剣で受け止め和解し、自分の剣は守るべきもののためにあることを確信した。エアハルトからホルンブルグを滅ぼした傭兵団の団長ヴェルナーの話を聞き、ヴェルナーが起こす更なる悲劇を防ぐためヴェルナーが支配する町「リバーフォード」に向かう。
リバーフォードに到着すると、レジスタンス頭首ハロルドと接触し彼らの反乱作戦に協力。だが地上での陽動は規模が小さすぎたことで囮と見破られ、地下道で待ち伏せしていたヴェルナー配下の軍隊の奇襲を受ける。圧倒的不利の状況に陥るも、エアハルトが加勢したことで形勢を押し返す。領主の屋敷でヴェルナーと対峙し、激闘の末ヴェルナーを討ち取りリバーフォードに平和をもたらす。その後はコブルストンに戻り後進の指導に励む。
FCは町人などに一対一の戦闘を申し込む「試合（正道）」。
戦闘では固有アクション「防御ブースト」により防御コマンドをブーストすることができる。

プリムロゼ・エゼルアート (Primrose Azelhart)
声 - 日本語：桑島法子、英語：ローラポスト
ベースジョブ - 踊子 / 年齢 - 23歳
サンランド地方「サンシェイド」で踊子として暮らしている女性。
かつてフラットランド地方「ノーブルコート」を治めていた有力貴族エゼルアート家の令嬢。10年前に父のジェフリーを暗殺され、父を殺した体にカラスの刺青がある3人の男を探している。ある日、自分が働く酒場に仇の一人である左腕の男が現れ、その男を追うため同僚のユースファの手引きで酒場を抜け出す。支配人のヘルゲニシュに見つかってしまうも、目の前でユースファを殺されたことで決別し、左腕の男との集合場所の地図を奪い旅立つ。
地図に書かれていた町「スティルスノウ」に到着し、そこでかつてエゼルアート家に侍女として仕えていたアリアナと再会する。アリアナが町の外れにある娼館「黒曜館」で働いていること、その娼館に左腕の男がいることを知り、彼女に同行し黒曜館に潜入し、左腕の男ルフスを仕留めた。この時死に際のルフスから故郷に真実があると告げられる。10年ぶりにノーブルコートに戻るも平和だった面影はなく、治安が悪くなっていた。そこでシメオンと再会しかつての思い出に花を咲かせ、さらに父と親交が深かったレブロー男爵からこの10年での町の変容を聞く。レブロー男爵と共に左腕の男アールバスを討ち取る。だが、その直後現れたシメオンから父を殺したのは自分だと打ち明けられ重傷を負わされる。一命を取り留めると、シメオンとの決着をつけるため故郷を再び後にする。
シメオンが待つ「エバーホルド」の劇場では、シメオンが手掛けた自分の人生を題材にした劇が行われていた。シメオンから父は復讐を望んでいないのではないか、一度も墓参りをしなかったのは復讐の血で染まった自分の手を見せたくなかったからだと投げかけられ、大きく心を揺さぶられる。それでも、父から譲り受けた「自分を信じ、貫け」の信念を最後まで貫きシメオンに短刀を突き立てた。その後、父の墓を訪れ敵を討ったことを報告した。
FCは町人を一定期間仲間として同行させられる「誘惑（邪道）」。
仲間にした町人は固有アクション「加勢」を使用することで戦闘へ参加させることも可能。

アーフェン・グリーングラス (Alfyn Greengrass)
声 - 日本語：関智一、英語：グレッグ・チャン
ベースジョブ - 薬師 / 年齢 - 21歳
リバーランド地方「クリアブルック」で薬師として働く青年。
幼い頃に自分を病から救ってくれた旅の薬師に憧れており、彼のような薬師を目指し大陸中の人々の命を救うことを志している。金銭にはこだわらず分け隔てなく救うことを信条としている。ある日、親友ゼフの妹ニナが凶暴なマンダラヘビに咬まれてしまい、薬を作るためマンダラヘビを退治し、その毒から作った薬でニナを救う。村を気遣うあまり旅立つことを躊躇っていたが、それを見抜いていたゼフから背中を押される形で村を旅立つ。
旅の途中で訪れた「ゴールドショア」で、突如町の人々が一斉にひどい咳を起こしている状況に遭遇。疑問に思い、旅の女薬師ヴァネッサが高熱で寝込んでいた少女フリンに処方した薬を調べ、ヴァネッサがわざと咳を引き起こす薬を配り、咳止め薬を高く売りつけていることをつきとめる。薬を金儲けに利用したヴァネッサの悪事を阻止し、町の人たちを救った。次に訪れた「セントブリッジ」で重傷を負い倒れていたミゲルを助ける。町の人からミゲルが凶悪な強盗だと聞き、この町で出会った旅の薬師オーゲンからミゲルを助けるべきではないと忠告されるもミゲルを治療する。だがミゲルは恩を仇で返し町の少年ティムを人質に取りリヴィエラの森に立てこもる。自分の行動が事態を悪化させたことに責任を感じ、ミゲルを自らの手で始末するも、自分の信念に迷いが生じ始める。
「オアウェル」に到着するもまだ自分の薬師としての在り方に悩んでいた。再会したオーゲンが病に倒れ、彼の過去を聞き自分の無力さに落ち込む。そのとき、ゼフが鞄の中に隠していた手紙を発見し、ゼフの励ましで立ち直りオーゲンの病を治すことを決める。オーゲンの病がかつて自分がかかった病だと見抜き、テングワシの羽から作った薬でオーゲンを治す。オーゲンから自分の恩人グラムの話を聞き、改めて彼のような薬師を目指し旅を続けていく。
FCは通常の会話では得られない詳細な情報を知ることができる「聞き出す（正道）」。
固有アクションは素材の調合で回復や攻撃を行う「調合」。レアな素材は効果がパーティ（敵）全体に拡散する。

テリオン (Therion)
声 - 日本語：松岡禎丞、英語：クリス・ニオシ
ベースジョブ - 盗賊 / 年齢 - 22歳
クリフランド地方「ボルダーフォール」に流れ着いた盗賊。
神出鬼没さで貴族や富豪を恐れさせる存在であるが、その過去は謎に包まれている。かつて兄弟分のダリウスに裏切られたことから、他人との慣れあいを嫌い孤独に生きてきた。レイヴァース家の秘宝の噂を聞き、屋敷に潜入するも秘書ヒースコートに盗賊の間では屈辱の証とされる「罪人の腕輪」をはめられてしまう。そこへレイヴァース家当主のコーデリアが現れ、腕輪の外す代わりに奪われた秘宝の「竜石」を取り戻してほしいと依頼される。
ヒースコートから得た情報で奪われた竜石の一つ「赤竜石」があるという「ノーブルコート」に着き、町外れの屋敷に住む学者オルリックが赤竜石の研究をしていることをつかむ。かつてオルリックと共に研究をしていた学者バーラムの協力を得てオルリックの屋敷に潜入し、立ちはだかったオルリックから赤竜石を取り返した。次の竜石「緑竜石」があるという「ウェルスプリング」の闇市に潜入するも、盗賊団によって緑竜石を奪われてしまう。そこへ盗賊団の頭目となっていたダリウスと再会。ダリウスの側近ガーレスを退けるもダリウスには逃げられてしまう。緑竜石の入手に失敗したことをコーデリアに報告するも、彼女からは変わらぬ信頼を寄せられる。ヒースコートからダリウスが残りの「黄竜石」も入手していることを聞き、盗賊団が支配する町「ノースリーチ」に向かう。
ノースリーチに到着後、ダリウスの部下に包囲されるもヒースコートの援護を受け逃げきる。盗賊から服を奪いアジトに潜入し、ダリウスの元まで辿り着く。他人を信じずただ利用することで成り上がろうとするダリウスに対し、そのような生き方は寂しい生き方だと否定する。ダリウスを倒し全ての竜石をコーデリアに返却する。なお腕輪は最初の竜石を取り戻した時にヒースコートによって外されていた。見送りに来たコーデリアに感謝の言葉を送り町を後にする。
FCは町人からアイテムを盗み出すことができる「盗む（邪道）」。
固有アクションは鍵がかかった紫色の宝箱を開けられる「開錠」。

ハンイット (H'aanit)
声 - 日本語：甲斐田裕子、英語：シンディ・ロビンソン
ベースジョブ - 狩人 / 年齢 - 26歳
ウッドランド地方の村「シ・ワルキ」に住む狩人の女性。
身寄りがなかった頃に村一番の腕前と言われるザンターに拾われ育てられた。普段は子供のように奔放なザンターを反面教師にしたため、対照的に真面目な性格。1年前に聖火騎士団からの依頼で魔物を狩りに行ったきり帰らない師匠を気にかけている。村の近くの森に本来近辺にはいない魔物が出現し、相豹リンデと共に退治する。その後、ザンターの相棒魔狼ハーゲンだけが帰ってきたことで師匠の身に何かが起こったことを確信し、村を旅立つ。
ザンターが最後に送ってきた手紙に書かれていた町「ストーンガード」を訪れ、ザンターの知人であるナタリアからザンターが町の近くにある森に向かったことを聞く。森に入るもそこには石化したザンターの姿があった。ザンターが石化する寸前に残していた矢文からザンターを石化させた魔物「赤目」の情報をつかみ、石化を解く鍵を握る老婆スサンナを訪ねるため「スティルスノウ」に向かう。スティルスノウに到着し、スサンナから石化を解くには赤目を倒すこと、さらに石化を防げる薬草ヘンルーダの情報を貰う。ヘンルーダがある森に入り突如現れたドラゴンを討ち取り無事に薬草を入手し、スサンナに加工してもらう。そこへ赤目の行方を追っていた聖火騎士団からの使いが到着し、赤目の居場所を教えられる。ザンターを元に戻すため赤目がいる「マルサリム」に向かう。
砂の都「マルサリム」に到着し、聖火騎士団のエリザとの打ち合わせ中、帰還したラルフ副長からレナード将軍率いる先遣隊が赤目によって石にされた報告を受ける。これ以上の犠牲を防ぐため赤目がいるグレイサンド遺跡に乗り込むことを決意し、カリム王から赤目の討伐を託される。遺跡から溢れ出してきた魔物を引き受けたエリザたちの援護を受け、赤目の元まで辿り着き、激闘の末赤目を討ち取る。その後、元に戻ったザンターと再会を果たした。
FCは町人に対しモンスターを襲わせることができる「けしかける（邪道）」。オルベリクの「試合」と違い自分で攻撃することはできない。
戦闘中も固有アクションとして使用可能で、「けしかける」で使用するモンスターはもう1つの固有アクションの「捕獲」で捕えることが可能。

#### その他の人物

##### オフィーリア編関連
リアナ
声 - 恒松あゆみ
ヨーセフ大司教の娘。20歳。
オフィーリアとは幼い頃より共に育ち、本当の姉妹のように仲睦まじい。15年前、家族を亡くしたショックから家に引きこもっていたオフィーリアを外に連れ出し、彼女の心を開くきっかけを作った。
式年奉火の準備を進めていたが、父が病に倒れてしまい、オフィーリアに役を譲り父を看病するためフレイムグレースに残った。だが、間もなくして父は亡くなり傷心したところをマティアスに付け入られ、父を生き返らせる方法があると言われ協力を承諾する。ゴールドショアでオフィーリアに父が亡くなったことを伝え、彼女から聖火の種火を奪う。ウィスパーミルの祭壇でマティアスの儀式の神子となり、父を生き返らせようとしたが、オフィーリアに説得され正気を取り戻した。事件解決後、ショックから家に引きこもるも、かつて自分がオフィーリアを励ました思い出の場所に連れ出され立ち直った。その後は、自分の凶行でウィスパーミルの人々を惑わせてしまったこと償うため、聖火騎士団のエリザと共にマティアスの残党が起こす事件の解決に協力している。『大陸の覇者』ではプレイアブルキャラクターの一人として登場。

ヨーセフ
フレイムグレース大聖堂の大司教。リアナの父親。
聖火教会を代表する神官で、20年前には式年奉火の大役を務めている。15年前、戦災孤児であったオフィーリアを引き取り、実の娘同然に育てた。リアナが式年奉火に旅立つ直前、マティアスに仕込まれた毒に侵され倒れる。オフィーリアが自分とリアナを気遣い、式年奉火の担い手になることを名乗り出ると彼女の優しさを褒め快く送り出した。自分の命がもう長くはないと悟り、リアナに看取られ亡くなった。生前、幼い頃のオフィーリアとリアナに去りし者は心の中で生き続ける、いつか自分が死んでも心の中にいる自分を思い出して欲しいと話しており、これがリアナをマティアスの儀式から解き放つきっかけとなった。

バルトロ
セントブリッジ大聖堂の司教。69歳。
ヨーセフ大司教とは古くからの付き合い。妻を取らず養子として一人の男の子を息子として迎えている。血の繋がりはないが、実の親子以上の固い絆で結ばれている。

エミール
セントブリッジに住む少年。9歳。
穏やかな心優しい両親に育てられたため、彼自身も優しい性格に育った。友達もその優しさに好感を抱いている。ダリルの母親のブローチをなくしてしまい、必死に探すあまりブローチをくわえた犬を追いかけて危険な暗がりな森に入ってしまう。凶暴な魔物に遭遇してしまうも、オフィーリアに助けられた。

ダリル
セントブリッジに住む少年。9歳。
同世代の中では1、2を争うほど活発でたくましく友達も多い。友達のためならどんな危険な場所にも突っ込んでいくため、その度に父親に叱られている。母親を亡くしたことで性格が荒くなり、エミールにきつく当たっていたが、オフィーリアに説得され仲直りした。

ネイト
セントブリッジに住む少年。9歳。
1年ほど前までは引っ込み思案だったが、エミールやダリルと出会ってからは見違えたかのように社交性豊かな性格となった。

ドノヴァン
ゴールドショア大聖堂の司教。43歳。
古くから聖火教会に仕える家系で、フレイムグレースを訪れた際、自らも跡を継ぎ司教となることを決意した。マティアスの部下に娘のリサを誘拐され聖火の種火を持ってくるよう脅される。聖職者として誇りと娘の命で板挟みになるも、オフィーリアのおかげで娘を取り戻した。

リサ
ドノヴァンの娘。7歳。
エリンやフリンとは仲よし。ドノヴァンを脅す人質としてマティアスの部下に攫われるも、オフィーリアに助けられた。

ダニエル
ゴールドショアに住む少年。10歳。
リサとは家が隣同士で、ドノヴァンを尊敬している。エリンやフリンたちとも仲がいい。

マティアス
聖火教会の背教者。黒曜会の設立者の一人。
聖火の力を弱め、それに反するガルデラの黒き炎「黒呪炎」を強めるため暗躍している。表向きはレオニール商会の商人として活動している。
本名はマシュー。かつては聖火教会の敬虔な信徒であったが、ある時自分の赴任先である村が山火事に襲われ、多くの人が命を落とす。彼らを助けるため聖火にいくら祈りを捧げても奇跡が起こらなかったことから、奇跡はたとえ禁忌とされる力であろうと自らで起こさなければならないという信仰に至る。なお、本人はこの考えに至ったのは、誰かから影響を受けたわけではなく、元々自分の中に燻っていたからだと解釈している。同時期にリブラックと出会い、彼女から辺獄の書の黒呪術を授かり不老の体となった。以降、永遠に等しい命を得た自らを救世主と称するようになり、ガルデラの使徒となりガルデラから得られる魔力の一端を扱えるようになった。さらに、魔力をより強力にするために聖火の力を衰えさせることに暗躍するようになる。聖火教会には背教者として記録されているが、100年以上も前であるためマティアスのことはほとんど認知されていない。また、シメオンと共に作り上げた黒曜会からの資金で偽名と偽の地位を手に入れたことで、聖火教会からの追及を逃れ、内部に食い込みヨーセフ大司教からも信頼を得ていた。
ガルデラ神の祭壇を発見し、流行り病で憔悴したウィスパーミルの住民にガルデラの力の一端を見せることで人心を掌握する。黒曜会から手に入れた毒をヨーセフ大司教に盛り病死に見せかけて毒殺する。父の死に傷心したリアナを自分に協力すれば父を生き返らせると誘惑し、オフィーリアから聖火の種火を奪わせる。リアナを利用し聖火を黒呪炎に変える儀式を行おうとするも、オフィーリアの介入により失敗し消滅した。

##### サイラス編関連
テレーズ
声 - 櫻庭有紗
王立学院の生徒。シャモート家の令嬢。17歳。
貴族の間で「平原の月」と噂される美少女。メアリー王女とは家柄上遠縁で、幼い頃から親交があるため仲がいい。芯がしっかりした性格で、恋愛ごとになると思い切った行動力を見せることがある。
サイラスに片思いしており、メアリー王女への嫉妬心からイヴォンにサイラスとメアリー王女が恋仲になっていると告げ口するが、これによりサイラスが退職することになってしまいサイラスに謝罪した。その後、イヴォンがサイラスの暗殺を企んでいることを知り、サイラスに伝えるためストーンガードに向かう。イヴォンの生家の地下に閉じ込められたサイラスを助け、 その直後イヴォンに捕まってしまい殺されそうになったが、サイラスに救出された。
『大陸の覇者』ではプレイアブルキャラクターの一人として登場。

メアリー
ウォルド王国の王女。25歳。
貴族の間で「平原の太陽」と呼ばれる美貌の姫。母親もフラットランド地方随一の美女と謳われるが、彼女はそれを超えると言われている。本人はそういうことにあまり関心がなく、将来女王として国を治めるため日々勉学に励んでいる。サイラスの授業にも熱心に取り組んでいる。

メルセデス
王立図書館の司書を務める女性。21歳。
その容姿と分け隔てなく優しい性格から学院の中に彼女のファンが多くいるという。幼い頃はクリアブルックに暮らしゼフと親しかったが、アトラスダムに引っ越してからは長い間会っていなかった。手紙を介して互いの想いを知り、休暇を取り久しぶりに再会した。

オデット
声 - 吉田麻実
王立学院の元学者。40歳。
学院時代はサイラスの先輩であった女性。権力争いに嫌気がさし、10年前に学院を去りクオリークレストに移り、一人で研究を続けている。サイラスとは腐れ縁で、観察していてとても楽しい後輩と見ている。そのためサイラスの性格を熟知しており、いずれサイラスが女性トラブルに巻き込まれることを予想し、学院を去る時サイラスに助言を書いた手紙を渡していた。後に自分の予想を超えた事態になったことを知ると大笑いした。
ジェフリーには過去に世話になったことがあり、レブロー男爵とも長い付き合い。今の自分があるのは2人のおかげと感謝している。ジェフリーが亡くなってから一度も墓参りに訪れなかったが、それは生前にジェフリーから「墓参りするぐらいなら自分が今やるべきことに集中しろ」と言われたからであった。
『大陸の覇者』ではプレイアブルキャラクターの一人として登場。

ドミニク
ストーンガードに住む翻訳者。52歳。
優れた翻訳技術を持つ男性。15年前、イヴォンから辺獄の書の翻訳を引き受けた。辺獄の書が危険なものであることを理解していたが、娘が重い病にかかり治療費を稼ぐために大金が必要だった。だが、そのすぐ後に娘は亡くなり、以降罪の意識から誰とも関わることを避けるようになった。後にラッセルを弟子に迎え、前に進もうとするラッセルと共に自分も罪を償う方法を模索していく。

ラッセル
王立学院の学者。30歳。
子供の頃は「神童」ともてはやされたが、成長と共にその才は凡庸なものになっていった。守衛との賭け事に負け借金を背負い、王立図書館から貴重な本を盗むもサイラスに見破られる。その後は学者を退職してドミニクに弟子入りし、自らの贖罪のため本を作ることで誰かの役に立つことを目指していく。

ギデオン
クオリークレストで起きた失踪事件の犯人。
辺獄の書の写本を持っており、下水道に人々を拉致し、魔術で血液を抜き血晶石を作っていた。事件を推理し現場を突き止めたサイラスに捕らえた人達を解放するよう促されるも拒否し、口封じのためサイラスを殺そうとするも返り討ちにあった。

イヴォン
声 - 武田幸史（大陸の覇者）
アトラスダム王立学院の学長。58歳。
過去最年少で学長の地位に就いた男性。知識の独占欲が強く、理念が異なるサイラスを何かと目の敵にしている。イヴォンが学長となってからはそれまでの「知の開放」の方針から、「知の蓄積」ひいては「知の独占」に主眼を置くようになった。強引な手腕に反発の声も多いが、結果を重視する学者からは支持は高い。
15年前、ルシアからの紹介でリブラックと出会い、「辺獄の書」を解読し選ばれし者に広めることができるのは今の学長よりも自分だと説得される。元々、当時の学長を疎んじ自分のほうが優秀だと思っていたため、彼女の提案に乗り当時の学長を証拠も残さずに暗殺し、学長の地位を手にする。辺獄の書を手に入れるとその解読に着手し、ルシアを通してリブラックから入手の難しい数々の書物を受け取り研究を進め、生と死の力を効率的に引き出す基礎理論を完成させた。
サイラスが辺獄の書を調べていることを知ると動向をルシアに調べさせ、彼を抹殺するためストーンガードにある自分の生家に誘い出す。サイラスを助けに来たテレーズを人質に取り、ルシアから受け取った血晶石で異形な姿に変貌するも、血晶石が不完全であったため肉体が耐え切れず消滅した。

ルシア
イヴォンの秘書を務める女性。
イヴォンの教え子であり、イヴォン同様知識への独占欲が強い。15年前、リブラックと出会いイヴォンに彼女を紹介。イヴォンが学長になると辺獄の書の研究に協力。だがイヴォンのことは内心では見下しており、自分のために利用しているに過ぎなかった。イヴォンがサイラスに敗れた後、ダスクバロウの遺跡に移り追ってきたサイラスと対峙する。サイラスの知識、洞察力、探求心を評価し新たな同志に誘うも、知識を万人に広めることを信条とするサイラスに拒絶される。説得を諦め血晶石で異形な姿に変貌するも、サイラスに敗れ消滅した。

##### トレサ編関連
オルネオ・コルツォーネ
トレサの父親。コルツォーネ商店の店主。42歳。
若い頃は行商の旅に出ており、その旅先でマリーネと出会った。トレサが生まれた年に、故郷のリプルタイドに自分の店を持つ夢を叶えた。最初はトレサを旅立ちに反対したが、トレサの強い熱意を認め送り出した。

マリーネ・コルツォーネ
トレサの母親。37歳。
故郷のよろず屋で働いていたところをオルネオに見初められ、リプルタイドに嫁いできた。誰もが振り返るほどの美人で、いまだにオルネオとは父娘と勘違いされることも多い。

レオン・バストラル
声 - 井之上潤（大陸の覇者）
元海賊の商船船長。33歳。
海賊時代は「海蛇のレオン」と呼ばれ、蒼蛇の長槍を携え、毒蛇のような俊敏さと強さで恐れられた。海賊時代に残した「強い者が弱い者から奪う、それが世の常識」という名言で有名だが、本人は古い言葉で忘れてほしいと振り返っている。自分の船には信頼できる者しか乗せない主義。
貧民街で生まれ育ち、略奪を繰り返し成り上がった。ある日、親友のバルタザールから互いの宝をかけた競争を挑まれるも、バルタザールは嵐に巻き込まれ死亡。負ければ一番大切なものを貰うと言われていたが、いくら考えても思いつかず自分は何一つ持っていないと気付いた。海賊を続ける意味を失ったことで、海賊を辞めバルタザールの船を修復し、親友に代わり商船船長となった。現在では、この船を自分の本当の宝としている。
立ち寄ったリプルタイドでトレサと出会い、町を荒らす海賊に立ち向かう彼女に協力。その後、海賊を撃退したトレサを信頼できる者と認め、褒美として自分の船にある商品から欲しい物を1つやると持ち掛け、かつてグラムが置いていった手記を渡した。ヴィクターホロウでトレサと再会し、トレサにバルタザールとの思い出を話す。トレサからバルタザールが遺した秘石エルドライトを受け取るも、今の自分には価値がないとトレサに譲った。トレサに語った「本当の宝」は後に彼女の参加する大競売に大きな影響を与えた。

バルタザール
かつて「荒鷲のバルタザール」と呼ばれた海賊。
レオンとは幼い頃からの付き合いで、共に海賊として名を馳せた。商人になる夢を持ち、レオンからはいつも遠くを見ているように映っていた。本当の宝とは、自分の命すら賭けられるたった1つの物であると考えている。ある日、レオンに互いの宝を賭けた競争を持ち掛け、船はレオンの船よりも先に目標の島に辿り着くも、バルタザール自身は嵐に巻き込まれ命を落とした。

ミック&マック
リプルタイド西のマイヤ洞窟を根城にする海賊船長。22歳。
たびたびリプルタイドを襲い住民を困らせていた。幼い頃に憧れていたレオンが商船船長になっていたことを知ると、自分たちも海賊団を解散しレオンの商船で働くようになった。マックはかつての部下の働き口を探してやったり、連日に渡りレオンに乗船を頼み込むなど、ミックの見えぬところで苦労している。

アリー
マルサリム出身の商人の少年。20歳。
父親譲りの話術で客を引きこむことが得意。彼の口で語られれば、たとえガラクタでも宝石に勝る価値を持たせることができるという。嫌味なところがあるが、商人としての誇りは高い。父親に憧れて商人になり、父親と同じやり方で大金を稼ぐことを夢見ている。
クオリークレストでトレサと出会い、碧閃石の商売で競い合う。碧閃石を強引に買い取ろうとしたモーロックに抵抗し連行されてしまうも、トレサに助けられた。トレサとの別れ際、グランポートの大競売を教えた。グランポートでトレサと再会し、クオリークレストでの借りを返すため、手記を奪われたトレサに協力した。トレサと別れてからは各地を巡り、商才にさらに磨きをかけている。父親と喧嘩別れして家を飛び出したため、帰ることを躊躇っていたが無事に仲直りし、旅で稼いだ金で父親と新しい店を作ろうとしている。

マルフ
アリーの父親。45歳。
かつて「七色の唇」を持つと言われた伝説の商人。彼の口で語られれば、たとえ路傍の石でも黄金に勝る価値を持たせることができたという。だが、彼に嫉妬した同業者に詐欺師と言いふらされ、友人に騙され多額の借金を抱えることになってしまった。いつしかマルフの消息は途絶え、彼に関する話は、商人たちの間で伝説となった。商人は信頼が命で、金はそのオマケと考えている。

モーロック
クオリークレストの大地主。44歳。
町での売買を管理しており、労働者が鉱山で掘った金を買い取り報酬を渡している。だが、その値段は相場の10分の1以下で、価値を知らない労働者からぼったくっている。前の地主を力づくで追い出し地主となった。町の外れに屋敷がある。世の中金が全てと考えており、世界一の大富豪になろうとしている。
不正を指摘したアリーを屋敷に連行し、追ってきたトレサにオマールを差し向けるも失敗し町から逃げ出した。その後は土地を手放したことであらゆる財を失い、根無し草の旅をしている。オマールに対しては契約期間が終了するまで使い倒すつもりでおり、無理難題を押し付けている。

オマール
モーロックに雇われている傭兵。30歳。
モーロックの命令には忠実。モーロックが大地主の地位を失ってからも同行している。モーロックとの契約はとっくに切れているが、世間知らずのモーロックを見放すのは良心が咎めるため、せめて新たに住む土地が見つかるまで支えるつもりでいる。

ノーア・ウィンダム
ウィンダム家の令嬢。18歳。
幼い頃から足が弱く、あまり遠出をしたことがない。欲しい物は何でも手に入る立場だが、慎ましやかな性格なため、物欲はあまりない。外の世界に憧れているが、足が弱いことから消極的になっている。レイヴァース家のコーデリアとは文通友達で、彼女が書くお姫様と盗賊の物語の続きを楽しみにしている。
グランポートでトレサと出会う。過去の品評会では自分で品を選んだことはなかったが、トレサが出品した手記に興味を持ち、初めて自分の意志で選んだ。さらにトレサから彼女の旅の話を聞き、自分の足で世界を旅するという夢を抱くようになる。

アストン・ウィンダム
世界的な大富豪。ノーアの父親。50歳。
古くから続く名家に生まれるも、その富に驕らず、自らの力で商会の販路を大陸中に広げ成功を収めている。しかし今は亡き妻に金では何もしてやれなかったことを後悔している。数年前からグランポートの大競売に多額の出資をしており、品評会で足が不自由なノーアへの贈り物を選んでいる。

ジル
ウィンダム家の老執事。61歳。
足が不自由なノーアを支えており、彼女に近づく男を秘密裏に排除している。

エスメラルダ
黒曜会の女幹部。右の太ももにカラスの刺青がある。
グランポートに現れ、トレサが持つグラムの手記を奪う。だが、目当ての内容は書かれていなかった。追ってきたトレサを口封じで殺そうとしたが失敗した。

##### オルベリク編関連
エアハルト
声 - 横田大輔
亡国ホルンブルグ王国で「烈剣の騎士」と呼ばれた男。35歳。
かつてオルベリクと共に王国最強と称された剣技の持ち主。ホルンブルグ辺境の町グラナドの出身。20年前に町は戦乱で滅び、軍の救援が間に合わなかったことから故郷は王に見捨てられたとアルフレート王を憎むようになった。その後、ヴェルナー率いる傭兵団に入団し、ヴェルナーからの命で密偵としてホルンブルグに潜入する。8年前、アルフレート王を殺害し復讐を成し遂げるも達成感は得られず、残ったのは主君を殺してしまった後悔だけであった。その後は当てのない旅を送っていたが、偶然通りかかったウェルスプリングでベイル隊長から協力を頼まれ、以後町の衛兵として住民を守っていた。
リザードマンの巣窟でオルベリクと再会し、自身の想いを打ち明ける。オルベリクから決闘を挑まれ敗れはしたが、互いの想いをぶつけ合ったことでオルベリクと和解。その後、一旦はウェルスプリングに残ったが、オルベリクを援護するためリバーフォードに向かいヴェルナーに対抗するレジスタンスに加勢した。
『大陸の覇者』ではプレイアブルキャラクターの一人として登場。仮面で正体を隠し「憤怒」を意味する「ラース」を名乗る。

フィリップ
コブルストンに住む少年。9歳。
赤子の頃に父親を亡くし、母親と二人で暮らしている。オルベリクに懐いており、彼を目指し剣の稽古に励んでいる。

ガストン
コブルストン近くにアジトを構える山賊の親分。35歳。
気のいい性格で子分からは慕われている。かつてはヴェルナーの傭兵団に所属し、エアハルトから剣を譲り受けている。傭兵団解散後は腕を振るうことしか思いつかず、いつの間にかならず者の長となった。オルベリクからエアハルトとの関係を問われ、エアハルトの行方を知るグスタフのことを教えた。オルベリクに敗れた後は改心し、コブルストンの用心棒となっている。

セシリー
声 - 川上彩
ヴィクターホロウ闘技場の女性興行主。21歳。
興行主としてはまだ若手。グスタフに会いに来たオルベリクに接触し、彼の武闘大会への出場を手引きした。『大陸の覇者』ではプレイアブルキャラクターの一人として登場。

ネッド
ヴィクターホロウの剣闘士。28歳。
セシリーの付き人。現在は怪我で療養中だがオルベリクが警戒するほどの腕前。

ビクトリノ
「海賊殺しのビクトリノ」の異名を持つ賞金稼ぎ。35歳。
武闘大会本戦出場者で、7つの海賊団を潰した実力者。オルベリクの噂を聞きつけ勝負を挑み、敗れると自分の出場権をオルベリクに譲った。

ジョシュア
声 - 河西健吾（大陸の覇者）
「凍てつく剣のジョシュア」の異名を持つ剣士。27歳。
武闘大会本選1回戦の相手。優勝候補の一人で、女性人気が高い美男子。ノースリーチに妹のアンジェラがおり、毎月必ず手紙を送っている。
『大陸の覇者』ではプレイアブルキャラクターの一人として登場。

アーチボルト
「粉砕のアーチボルト」の異名を持つ剣闘士。38歳。
武闘大会準決勝の相手。ヴィクターホロウの武闘大会4連覇中のチャンピオン。父親も元剣闘士で、父親が成し遂げられなかった5連覇を目指す。

グスタフ
「黒騎士」の異名を持つ元傭兵。32歳。
かつてはヴェルナー率いる傭兵団に所属し、エアハルトから剣を学んだ。武闘大会では初出場ながら予選を圧倒的な強さで勝ち上がり、優勝候補に挙げられる。本戦でも他の強豪を次々に撃破するも決勝戦でオルベリクに敗れた。試合後、オルベリクにエアハルトの過去とホルンブルクに潜入した経緯を話し、エアハルトが今ウェルスプリングにいることを教えた。

ベイル
ウェルスプリングに駐在する衛兵たちの隊長。44歳。
町の近くに根城を持つリザードマンに苦戦しており、襲われた商隊を救ってくれたエアハルトに協力を依頼した。
ドノヴァン司教とは10年来の知り合いで、当時は傭兵として各地を転々としていた。その頃にドノヴァン司教の妻が誘拐され犯人に疑われるも、ドノヴァン司教によって潔白を証明され本物の誘拐犯を捕まえることに成功した。

ハロルド
リバーフォードのレジスタンス頭首。23歳。
父親はリバーフォードの前領主だったが、ヴェルナーにはめられ処刑された。父の無念を晴らすため、レジスタンスを組織した。オルベリクやエアハルトの加勢でヴェルナーを討ち取ることに成功。その後は新たな領主となり、町の復興につとめている。

レジー
リバーフォードのレジスタンス兵。30歳。
ヴェルナーの部下に追われていたところをオルベリクに助けられた。ハロルドが新たな領主となってからは、彼と共に町の復興につとめている。

ヴェルナー
リバーフォードの領主。傭兵団「シュヴァルツェコール」の元団長。
8年前、オルベリクの祖国「ホルンブルグ王国」を滅ぼした張本人。エアハルトからは剣の腕以上に底知れぬ怖さがあると評されている。
一介の傭兵であった20年以上前にリブラックからホルンブルグ王国を滅ぼしてほしいと頼まれる。元々一傭兵で終わるつもりはなかったため、リブラックからの提案を呑み、彼女からの人脈や資金を基に傭兵団「シュヴァルツェコール」を結成。行き場のない無法者を盗賊や山賊に仕立て辺境の村を襲わせ、それを傭兵団で鎮圧するという自作自演を繰り返すことで、徐々に国内での影響力を強め、同時に国内外の有力者とも繋がりを強固なものにした。さらに、アルフレート王を暗殺するため、王に恨みを持つエアハルトを密偵として送り込み、国内外の有力者たちに虚実入り混ぜた情報を焚きつけることで内乱を誘発し、結果としてたった12年ほどでホルンブルグ王国を滅亡させた。リブラックに対しては、まだ利用価値はあるとは思っていたものの、底知れぬ魔女のような悪意を見抜いていたため、これ以上関わると身を滅ぼすと考え目的達成後は縁を切り用済みとなった傭兵団も解散した。
その後はリバーフォードに移り、当時の領主であったハロルドの父を失脚に追い込み新たな領主となる。領主となってからは月に一度の火あぶりの刑などで罪人を処刑していたが、徐々に自分に逆らう者もその対象としていき、住民を圧政で苦しめていた。ハロルドが起こした陽動作戦を見抜き、隠し通路で部下を率いて待ち伏せしオルベリクらを追い込む。だが、エアハルトの加勢により押し返され、領主の屋敷でオルベリクと対峙する。守るべきもののために剣を振るうオルベリクに敗れるも、最期までそれを認めようとせず自らの剣で自害した。

##### プリムロゼ編関連
ジェフリー・エゼルアート
プリムロゼの父親。ノーブルコートの元領主。
厳格ではあるがプリムロゼやレブロー男爵らをはじめ多くの者に慕われており、ジェフリーが領主であった頃のノーブルコートは平和だった。「己を信じ、貫け」が口癖で、この信念はプリムロゼにも受け継がれている。
ノーブルコートで勢力を増してきた黒曜会から再三協力を持ち掛けられるも頑なに拒み、幾度も命を狙われたが、屈することなく黒曜会の実態を調査し、首謀者・目的・つながり、そしてフィニスの門の存在に行き着いた。だがそれを嗅ぎ付けられ、10年前にシメオンらによって暗殺された。

ユースファ
サンシェイドの酒場で働く踊り子。
幼い頃に酒場に売り飛ばされ、誰とも群れず孤独な毎日を送っていた。ある日、他の踊り子にいたぶられていた時にプリムロゼが助けてくれたことから、プリムロゼが本当は優しい性格だと見抜いており、友達になりたがっていた。酒場から抜け出そうとしたプリムロゼを手引きするも、ヘルゲニシュにばれてしまい拷問を受け、プリムロゼの目の前で殺害された。

アリアナ
エゼルアート家の元侍女。29歳。
ジェフリーが暗殺されたことで仕事を失い黒曜館で娼婦をしていた。ルフスの死亡後は、ナタリアのメイドとなる。

オラン
黒曜館への送迎を担当していた男。34歳。
極度な不愛想で色仕掛けにも動じないが、酒場のバーテンダーには頭が上がらない。ルフスの死亡後は、ナタリアの御者となる。

レブロー
ノーブルコートの元自警団副団長。53歳。
若かりし頃は荒くれ者だったが、ジェフリーに諫められて以来、自らの身の振り方を改め、彼と共に町を守るため自警団を立ち上げた。妻のアンナとはその後にジェフリーからの紹介で知り合い結婚し、一人息子のジャンを儲けた。ジェフリーが殺されてからは独自に黒曜会を調査していたが、仲間が何人も殺されたことで自分では太刀打ちできないと諦めていた。再会したプリムロゼの固い決意に心を動かされ、彼女と共にアールバスの元に乗り込んだ。

ヘルゲニシュ
サンシェイドの酒場の支配人。
プリムロゼをはじめ何人も踊り子を抱えてているが、極めて横暴で自分に歯向かう者には容赦せず、命を落とした者も多い。店の看板踊り子であるプリムロゼを高く買っているが、店の売り上げを伸ばす道具としか見ていない。店を抜け出したプリムロゼを連れ戻すため、部下を率いて待ち伏せるもユースファを殺したことで見限られ返り討ちにあった。

ルフス
黒曜会の幹部。左腕にカラスの刺青がある男。
スティルスノウ外れにある黒曜会の娼館「黒曜館」の管理をしている。黒曜会の組織網を握っており、組織の存在を知った者への粛清を担当し、過去に多くの者を葬っている。娼婦を補充するためヘルゲニシュの酒場を訪れ、ヘルゲニシュに合流場所への地図を渡す。これがプリムロゼの旅立ちのきっかけとなった。死の間際、プリムロゼにノーブルコートに真実があると打ち明け息絶えた。

アールバス・エルメロ
黒曜会の幹部。右腕にカラスの刺青がある男。
黒曜会の資金と権力を握っており、左腕のルフスと合わせることで組織はうまく機能している。かつてはノーブルコートの自警団団長で、ジェフリーの死後は黒曜会に殺されたと思われていたが、実際は黒曜会の力がエゼルアート家を上回ろうとしていたことから、ジェフリーを見限り黒曜会の重役となっていた。乗り込んできたプリムロゼに対し、ジェフリーを侮辱したことで彼女の怒りを買い殺された。

シメオン
声 - 原俊之
黒曜会の設立者の一人。首筋にカラスの刺青がある男。
10年前、プリムロゼの父ジェフリーを暗殺した張本人。表向きは劇場作家として活動している。この世に生まれ落ちたこと自体が悲劇であり、他人の人生が壊れることを唯一の幸福とする破綻した価値観を持っている。その悲劇を鑑賞した瞬間だけに生の実感を感じている。元恋人であるプリムロゼを愛してはいるが、彼女が絶望する姿にこの上ない幸福を見出す歪んだ性癖を抱いている。
元はハイランド地方の小国エバーホルドのウィントス王朝の血筋で、当時の正妻の子であったが、愛人の子である兄王子を擁立する勢力との争いでウィントス王朝は滅びテアトルム王朝が立ち、弟王子のシメオンは行方不明となった。後にマティアスと出会い彼と共に黒曜会を作り、以降100年以上に渡り生き続けている。マティアスによると他の幹部にはマティアスのことは話していなかったそうだが、その真意は不明。
10年以上前は詩の勉強をしながら庭師としてエゼルアート家で働いていた。その頃にプリムロゼと出会い互いに惹かれ合っていた。父を失い絶望するプリムロゼを励ますため何度も詩を聞かせていた。彼女がノーブルコートを離れてからは自身も旅に出たため一切会っていなかったが、10年ぶりに帰ってきたプリムロゼと再会し、思い出話に花を咲かせる。アールバスを仕留めたプリムロゼに正体を現し重傷を負わせる。エバーホルドの劇場でプリムロゼを待ち構え、彼女の人生を題材にした劇を見せつける。ジェフリーは復讐を望んではいないのではないかとプリムロゼを揺さぶるも、最後まで信念を貫き通したプリムロゼに殺された。
『大陸の覇者』においてもサブイベントにて登場。マティアスと共にリブラックから不老不死の肉体を授かるも、享楽を求めその下を去った。主要人物の一人であるアーギュストと友人関係になるが、「盗公子エベルの指輪」を渡すことで彼を豹変させた。

##### アーフェン編関連
ゼフ
クリアブルックに住む薬師。21歳。
かつてリバーサイド地方を襲った大疫病により両親を失い、以来妹のニナと二人で暮らしている。ニナのことはとても大切にしており、自分のことは常に二の次にしている。アーフェンとは幼い頃からの親友で、共に薬師の勉強に励んできた。
アーフェンが村を気遣うあまり旅に出たがっているのを隠していることを見抜いており、マンダラヘビの騒動の後アーフェンの旅立ちを促した。旅立ちの日に互いの鞄を交換し、鞄の底にアーフェンへの手紙を隠しており、この手紙はミゲルの一件で悩んでいたアーフェンが立ち直るきかっけとなった。

ニナ
ゼフの妹。12歳。
赤ん坊の頃に両親を亡くし、以来ゼフと生活している。兄を慕っているが、自分に対する献身さに負い目を感じており、いつか恩返ししたいと考えている。兄にミズフラシの花をあげるため内緒で子供には危険なリーオ洞窟に向かい、凶暴なマンダラヘビに咬まれてしまうも、アーフェンのおかげで助かった。

リリー
ニナの幼馴染。12歳。
ニナとは幼い頃から共に育ち、姉妹のように仲がいい。お転婆なニナに連れられ村の外に遊びに行くこともある。

マーリン
ゴールドショアに住む女性。エリンとフリンの母親。34歳。
出産の前に夫が海での事故で亡くなり、1人で2人の娘を育てている。裕福ではないが、3人で幸せに暮らすため日々節約し、こつこつと貯蓄している。最初はアーフェンに冷たくあたったが、フリンを助けてもらったことで感謝した。

エリン
マーリンの娘。9歳。
わんぱくな性格でアーフェンともすぐに親しくなった。自分の容姿が父親に似ていると聞いて以来、母親を元気づけるためよりわんぱくになった。

フリン
マーリンの娘で、エリンの双子の姉。9歳。
エリンとは対照的に控えめな性格。母親の苦労を気遣っており、笑顔を絶やさないようにしている。

オーゲン
声 - 竹内栄治（大陸の覇者）
ノースリーチ出身の薬師。36歳。
薬師としての腕はアーフェン以上だが、救う人間と救うべきでない人間を選ぶ主義。かつてはアーフェン同様善悪関係なく患者を救っていたが、自分が助けた罪人に妻を殺されたことで考えを改めた。妻の死後、薬師の旅に出ていたが、妻を殺した男が家族と幸せに過ごしている姿を目の当たりにしたことで復讐心が膨れ上がり、その男を自らの手で殺した。それからも薬師として各地を渡り自身も病に蝕まれたが、罪人である自分は救うべき人間ではないとし一切治療せず放置していた。この時期にグラムと出会い、延命治療を受けている。
セントブリッジで重傷を負ったミゲルを発見するも、素性を聞いたときに目が泳いだことから悪人と見抜きそのまま放置し、ミゲルを助けようとするアーフェンに見捨てるよう忠告した。オアウェルでアーフェンと再会するも、体が限界に達し倒れる。アーフェンに自分の過去を話し、このまま見殺しにしてほしいと訴えたが、アーフェンがテングワシの羽から作った薬で一命を取り留めた。この時かつてグラムが救った少年がアーフェンだと知り、グラムの意志がアーフェンに受け継がれていることを確信した。病が治りアーフェンと別れた後は、故郷に戻り罪を償いながら薬師として生きていく。

ヴァネッサ
ゴールドショアに現れた女薬師。26歳。
薬師の名家の生まれで腕は確かだが、薬師としての矜持は欠片もなく金儲けのことしか考えておらず、薬や病気に無知な人々を欺いている。また、同業者にばれた時の保険として多くの用心棒を雇っている。ゴールドショアで高い解熱作用を持つが処方しすぎるとひどい咳を引き起こす薬を配り、症状が現れた患者に咳止めの薬を高値で売りつける。アーフェンに手口がばれ、用心棒を差し向け口封じしようとしたが失敗した。アーフェンとの一件後、悪事からは足を洗ったが、相変わらず作った薬を高値で売りさばいている。ただし、薬の出来は良いため評判は上々である。

ミゲル
セントブリッジに現れた元傭兵の強盗。
傭兵時代は「双槍のミゲル」と呼ばれ、戦で多くの手練れを仕留めている。セントブリッジの金持ちの家に忍び込み執事を殺すも、自警団に重傷を負わされ傷を放置したまま身を隠していた。アーフェンに保護され、これを最後に悪事から足を洗うよう促され了承する。だが、傷が癒えるとアーフェンとの約束を反故にし、少年ティムを人質にしリヴィエラの森に立てこもる。ティムを助けに来たアーフェンに対し一切悪びれもせず襲い掛かるも返り討ちにあった。この一件は、それまで分け隔てなく患者を救うことを信条としていたアーフェンの心に深い影を落とした。

##### テリオン編関連
コーデリア・レイヴァース
レイヴァース家の現当主の少女。17歳。
かつてホルンブルグ王の家臣として名を馳せた騎士レイヴァース家の血筋。亡き父より受け継いだ「竜石」を守っている。お人好しのように見えるが、それは人を信じることを大事にしているため。外に出ることが少ないため友人は少なく、ウィンダム家の令嬢ノーアとの文通が心の拠り所である。
数年前に両親が事故死し若くして当主となる。だが、その混乱に乗じて家宝の竜石を奪われてしまう。さらに財産を狙う多くの者が押し掛け何度も裏切られたことに傷心するも、ヒースコートのおかげで立ち直った。屋敷に忍び込みヒースコートの罠にかかったテリオンに、腕輪を外す代わりに竜石を取り戻してほしいと依頼する。テリオンに過去の自分を重ね、何かと彼を労うもテリオンからは冷たくあしらわれる。それでも、彼を信じることで、過去にダリウスに裏切られ孤独な生き方を歩んでいたテリオンの心境に大きな変化を与えた。
『大陸の覇者』では、家を出奔し聖火騎士となった兄のロンドが主要人物の一人として登場し、現在でも互いを機に掛けていることが明らかになる。

ヒースコート
声 - 佐々木省三
レイヴァース家の老執事。65歳。
元盗賊で、かつては王城から財宝を盗み出したこともある凄腕。テリオンからも一目置かれるほどだが、老齢により体力は衰えている。若い頃にレイヴァース家の屋敷に潜入し捕らえられたが、先代の当主であったコーデリアの父親から交渉を持ちかけられたことで、盗賊をやめレイヴァース家の執事となった。現在は盗賊時代の経験を活かし、屋敷の警備システムを強化しコーデリアに近づく男性諸氏に引導を渡している。
竜石の一つ「青竜石」を取り戻している。残りの竜石を取り戻してもらう盗賊を選別するため、酒場の店主に目を付けた盗賊を屋敷に誘導するよう頼んでいた。屋敷に潜入したテリオンに盗賊の間で屈辱の証とされる「罪人の腕輪」をはめる。テリオンがコーデリアとの交渉に応じると情報役としてテリオンをサポートし、ノースリーチではダリウスの部下に囲まれたテリオンを援護した。
『大陸の覇者』ではプレイアブルキャラクターの一人として登場。

バーラム
ノーブルコートに住む学者。43歳。
町の外れにある朽ちかけた一軒家で研究をしている。極めて几帳面な性格で、その慎重さから学院に認められた研究も少なくない。だが、かつてはそれを快く思わない学者もいた。オルリックとは同じ学院で学んだ仲でオルリックの屋敷で共に研究していたが、オルリックが赤竜石の研究に没頭しするようになると袂を分かった。オルリックのことは血を分けた兄弟同然と思っており、過去の研究の日々は偽りのない大切な物だったとしている。オルリックの目を覚まさせるため、テリオンに屋敷に入るための合言葉を教え、研究室の扉を開ける水晶の鍵を渡した。テリオンが赤竜石を奪った後は、再びオルリックと共に研究を続けている。

オルリック
ノーブルコートに住む学者。45歳。
自分の屋敷に閉じこもり赤竜石を研究している。用心深く屋敷には門番を置いており、研究室の扉は特殊な材質の鍵でなければ開かないようになっている。人前には姿を見せないため住民からは気味が悪いと思われている。屋敷はバーラムとの共同開発のために手に入れたもの。だが赤竜石を研究しだしてからは没頭するあまり誰も寄せ付けなくなり、止めようとするバーラムの忠告にも耳を貸さなかった。研究室に潜入したテリオンに立ちはだかるも赤竜石を奪われた。その後はバーラムと宝石を魔法に利用する方法を研究している。バーラムとは若かりし頃と同様に喧嘩の絶えない日々だが、互いの頭脳は認め合っている。

ガーレス
ダリウスの腹心。
ダリウスの命令には忠実で、ダリウスの右腕を自称している。ウェルスプリングの闇市場でテリオンを足止めしようとしたが失敗した。

ダリウス
ノースリーチを支配する盗賊団の頭目。
テリオンのかつての兄弟分。少年時代に牢屋でテリオンと出会い、協力して脱獄し、テリオンと組み盗賊となった。だが、テリオンのことは最初から自分にとって利用価値がある存在としか見ておらず、テリオンの盗みの才能を妬み、だんだん自分に意見することに不満を抱くようになった。数年前、以前盗みに入ったシアノ一家からテリオンを殺すことを見返りに幹部の地位を約束するという条件を呑み、テリオンにため込んでいた不満をぶちまけ崖から突き落とした。
現在は町一つを支配する大規模な盗賊団の頭となっており、さらなる成り上がりを目論み、強い魔力を持つ竜石に目をつける。そのうちのひとつ黄竜石を手に入れ、さらにウェルスプリングの闇市場を襲い緑竜石を奪う。そこでテリオンと再会するも、ガーレスを差し向け先に撤退する。拠点のノースリーチでテリオンと対峙するも、自分の生き方を否定され敗北。アジトにある宝を持って逃げだそうとしたが、部下に裏切られ殺された。

##### ハンイット編関連
ザンター
声 - 藤沼建人
ハンイットの師匠。52歳。
シ・ワルキ一の狩人。相棒の魔狼ハーゲンと共に数々の狩りの逸話を残しており、大陸中にその名を知られている。聖火騎士団からも一目置かれており、たびたび依頼を受けている。狩りの時は老練で落ち着いているが、普段は子供がそのまま大きくなったような奔放な性格。過去には狩りの報酬を賭け事に使い借金を背負ったことがある。身寄りがなかったハンイットを立派な狩人に育て上げた。狩人としての腕や教訓はハンイットから深く尊敬されているが、ザンターの子供のような一面をみて育ったため、ハンイットは対照的に真面目な性格になった。
1年前、聖火騎士団から「赤目」の討伐を依頼され村を旅立つ。ストーンガード近くの幻影の森で交戦するも、赤目の能力で石になってしまう。それでも、体が完全に石化する前に石化への対抗策を知るスサンナについて手紙に残していた。ハンイットが赤目を倒したことで元に戻った。
『大陸の覇者』ではプレイアブルキャラクターの一人として登場。

エリザ・ウッドワード
声 - 綾瀬有
聖火騎士団の女性騎士。26歳。
前聖火騎士団長の娘。大陸各地で起こる問題を解決するため尽力しており、普段はマルサリムに常勤している。ハンイットやザンターとも付き合いが長く、ザンターの借金を肩代わりしたこともある。
ザンターとの連絡が途絶えたため、最後に連絡があったストーンガードを訪れ、ハンイットからザンターが赤目によって石化してしまったことを知る。赤目の行方を追うため一度マルサリムに戻り、赤目がグレイサンド遺跡にいることを突き止めハンイットに使者を送る。ハンイットがグレイサンド遺跡に向かうと、ラルフ副長らと共に他の魔物の相手を引き受けた。ストーリークリア後はリアナと協力し、マティアスの残党が起こす事件の解決に奔走している。
『大陸の覇者』ではプレイアブルキャラクターの一人として登場。

ナタリア
ストーンガードに住む未亡人。41歳。
亡き夫は元兵士で、ザンターとは魔物討伐で知り合い意気投合した友人だった。夫が病死してからはたびたび訪れたザンターに励まされていた。後に行き場を失っていたアリアナとオランを雇い、共に暮らす者に囲まれたことに幸せを感じている。

ネイサン
ストーンガードに住む貴族。40歳。
女好きで有名な男。親から家督を譲り受けてからはさらに調子に乗り、会う女性に片っ端から求婚している。ナタリアにも求婚し困らせている。

スサンナ・グロトフ
スティルスノウに住む占い師の老婆。78歳。
多種多様な書物から得た知識を元に、訪れた者に助言をしている。ただ、未来を予知する予言者のように扱われることは好まないため、近頃はあまり人前に姿を見せない。かつては名の知れた学者で、黒曜会に命を狙われたこともある。ザンターとは古くからの付き合いで、出来の悪い息子みたいなものとのこと。
ハンイットから石化を解く方法を問われ、石化を防げる薬草ヘンルーダについて話し、ハンイットが取ってきたヘンルーダを加工し薬を手渡した。
なお、サイラス編ではサイラスが彼女の記した書物について講義を行うシーンが有る。

アレーク
スサンナの用心棒。28歳。
あまり人前に出たがらないスサンナのため、押しかけてくる者を退けている。かつては黒曜会の暗殺者で、幼い頃から暗殺の技術を叩きこまれて育った。スサンナの暗殺を命じられたがザンターに止められ失敗し、毒を飲み自決しようとしたがスサンナに助けられた。以来、自分を一人の人間としてみてくれたスサンナへの恩を返すため彼女の用心棒となった。ハンイットに対しそっけない態度を取るが、彼女に気があることをプリムロゼに見抜かれている。

カリム王
サンランド地方の王。38歳。
王宮内から外に出ることはないが、常に民のことを第一に考えている賢王。人々に慕われる王であろうと、強く自分を律している。リア(グローリア)の父親。

レナード
マルサリムの将軍。45歳。
カリム王に絶対の忠誠を誓う義理堅い性格。周囲には隠しているが、20年ほど離れた妻がおり、尻に敷かれている。赤目を討伐するためグレイサンド遺跡へ向かい石にされるも、ハンイットが赤目を倒したことで元に戻った。

ラルフ
マルサリムの副長。25歳。
代々王家に仕える一族の青年。才気に溢れ王や将軍からの評価も高い。また端正顔立ちから王宮内外の女性に人気がある。レナード将軍の赤目討伐に同行し、劣勢になったことで先に撤退するよう命じられ無事に帰還した。

##### サブストーリー関連
アシラン
声 - 小田久史（大陸の覇者）
サブストーリー「魔物歴使いの末裔アシラン〈1〉 - 〈3〉」に登場。
ウッドランド地方を旅する青年。
魔物使いの末裔で、魔物専門の狩人。
『大陸の覇者』では専用グラフィックが書き起こされ、プレイアブルキャラクターの一人として登場。
行き先：〈1〉シ・ワルキ→〈2〉ヴィクターホロウ→〈3〉ダスクバロウ

ノエル
声 - 野口瑠璃子（大陸の覇者）
サブストーリー「歴史学者家ノエル〈1〉 - 〈3〉」に登場。
ハイランド地方を旅する歴史研究家の女性。24歳。
『大陸の覇者』では専用グラフィックが書き起こされ、プレイアブルキャラクターの一人として登場。
行き先：〈1〉コブルストン→〈2〉ストーンガード→〈3〉エバーホルド

リア
サブストーリー「巡遊少女リア〈1〉 - 〈3〉」に登場。
サンドランド地方を一人で旅する女性。20歳。
行き先：〈1〉サンシェイド→〈2〉ウェルスプリング→〈3〉マルサリム
その正体はマルサリムのカリム王の嫡子グローリア。私利私欲のため国内で不正を行う部族長を追い詰めるため、証拠集めの旅に出ていた。

メリル
サブストーリー「拾われ子、メリル〈1〉 - 〈3〉」に登場。
リバーランド地方を一人で旅する少女。20歳。
行き先：〈1〉クリアブルック→〈2〉セントブリッジ→〈3〉リバーフォード→〈完〉クリアブルック

アメリ
サブストーリー「卵を託された少女、アメリ〈1〉 - 〈3〉」に登場。
クリフランド地方を旅する少女。
行き先：〈1〉ボルダーフォール→〈2〉クオリークレスト→〈3〉オアウェル

マイルズ
声 - 広瀬裕也（大陸の覇者）
サブストーリー「聖火騎士マイルズ〈1〉 - 〈3〉」に登場。
フロストランド地方を旅する聖火騎士。24歳。
行き先：〈1〉フレイムグレース→〈2〉スティルスノー→〈3〉ノースリーチ→〈完〉フレイムグレース

テラキア
サブストーリー「教師テラキア〈1〉 - 〈3〉」に登場。
フラットランド地方を旅する教師。28歳。
行き先：〈1〉アトラスダム→〈2〉ノーブルコート→〈3〉ウィスパーミル

ル・マン
サブストーリー「冒険家ル・マン〈1〉 - 〈3〉」に登場。
コーストランド地方を旅する青年。
行き先：〈1〉リプルタイド→〈2〉ゴールドショア→〈3〉グランポート

##### その他
オージン・クロスフォード
大魔術師。
約200年前、フェリエン王国の第二王子であったベオウルフ王とともに遠征し、東方で手に入れた4つの竜石を使用しフィニスの門を封印した。
ザロモン
約200年前のベルンシュタイン王国の学者。
ダスクバロウなどの遺跡から得た情報をもとに「辺獄の書」を執筆した。その後、ガルデラの啓示を受けたことで人格が変貌し、フィニスの門を狙いグラナート王国に戦争を仕掛けた。

グラム・クロスフォード
オージン・クロスフォードの末裔。優秀な薬師で過去に多くの患者を分け隔てなく救ってきた。
妻が重い病にかかり、薬を求め旅に出る。ヴィクターホロウから海を渡るときレオンの商船に乗せてもらい、船代代わりに自分の手記を手渡した。この手記が後にトレサの手に渡り、彼女が旅立つきっかけとなった。薬の最後の材料であるテングワシの羽を手に入れ急いで妻の元へ帰るも、あと一歩間に合わず到着する数日前に妻は病死。生きる意味を失っていた所へリブラックが現れ、フィニスの門に行けば妻にもう一度会えると提案され、クリスを友人に預け旅立つ。
その途中に立ち寄ったクリアブルックで妻と同じ病気に苦しむ少年を見つけ、妻に使えず鞄にしまっていた薬で少年を治療した。この少年がアーフェンであり、彼が薬師を志すきっかけとなった。その後、フィニスの門に辿り着くもリブラックの儀式でガルデラ復活の器にされてしまう。リブラックの企みは薄々感じていたが、自分が逃げ出せばクリスが狙われると思い、ぎりぎりまでリブラックの儀式を見極め潰すつもりだった。儀式の最中徐々に自我が失っていく感覚に襲われるも、最後の抵抗でリブラックに深手を負わせ儀式を中断させた。逃げたリブラックを追おうとするも、グラムの姿は後に「赤目」と呼ばれる人間の面影を残さない異形なものになっており、わずかに残っていた自我も完全に失ってしまった。
赤目となってからは各地を暴れ回りザンターなどを石に変えたが、ハンイットによって討ち取られた。ガルデラが消滅すると妻と共にクリスの前に現れ、自分の旅が無駄なものではなかったことを確信し、クリスに自分たちの分まで生きてほしいと後を託した。

クリス・クロスフォード
グラムの息子。
行方不明となった父を探すため旅をしており、その途中で主人公たちと出会い、旅の劇団と同行することになる。その後、リブラックと出会い、彼女に誘われフィニスの門に向かいガルデラ復活に利用されてしまうも、主人公たちに助けられた。

リブラック
運命の人を探している女性。正体は魔神ガルデラの血を引く者であり、本作における一連の事件の総黒幕。
約200年前の戦争でフィニスの門が開かれたときに現界した。以降ガルデラ復活のため暗躍し、マティアス、ヴェルナー、イヴォンなどが起こした事件にも裏で関わっている。さらに魔神の体となる素質を持つクロスフォード一族の末裔であるグラムと接触する。グラムを利用しガルデラを復活させようとするも、グラムに抵抗されたことで失敗。グラムが赤目になり行方をくらませたことで、彼の息子クリスを狙い、父に会えると欺きクリスをフィニスの門に導く。ガルデラが復活すると自らの肉体も捧げガルデラと一体化した。

ガルデラ
かつて十二神によってフィニスの門に封じられた魔神。
元々は十二神に連なる神の一柱であったが、大地を欲し他の神々に叛旗を翻した。強力な魔の力で苦しめるも、エルフリックが天より運びし星の炎により力が弱まり敗れた。この炎が魔に対する神聖なる火「聖火」である。巨大な怨念の集合体のような姿をしている。
リブラックによって復活を果たし、全ての生命さらには十二神をも喰らいつくそうとするも、主人公たちに敗れ消滅した。

### 『OCTOPATH TRAVELER 大陸の覇者』からの登場人物

#### 主要人物
初登場以降、複数のストーリーで主要な役割を果たすキャラクターたち。
選ばれし者
「聖火神」エルフリックの指輪を託された本作の主人公。特定の設定はなく、その都度パーティの先頭にいるキャラクターが「選ばれし者」として扱われる。
指輪を巡る各地の争乱に巻き込まれるうちに、自ら結成した「旅団」の名と共にその名を馳せ、各国の王族たちと比肩する戦士として戦いに身を投じてゆく。

アラウネ
声 - 大西沙織
「全てを極めし者」より登場。軍事大国エドラス王国の第二王女。
争いを好まない心優しい性格であり、父パーディス三世の暴政に胸を痛めながらも手を打つことができず、城に閉じこもっていた。しかし姉エリカが実父であるパーディス三世に斬首されたことで奮起し、従者レブラントと共にパーディス三世を倒すために独自に動き出す。
「選ばれし者」と共にパーディス三世を討ち果たした後は新たなエドラス女王として即位。西方異民族との国交樹立等国の再建に力を尽くす最中タトゥロック率いるガ・ロハの襲撃を受け、これを辛くも退ける。
辺獄からの軍勢の襲撃を受けた後は、指輪の事件に関わった者たちを「灯火の守り手」として組織、実質的なリーダーとして大陸を守るために尽力する。
しかし途中で、サザントスの手によって「選ばれし者」の事を忘却してしまう。月日が流れ、リシャールとの間に子供が出来たことが判明する。
その後はサザントスが作った理想郷で再登場。この世界では本編での出来事がないため、エリカの後ろに隠れる様な弱気な性格となっている。終盤、現世の忘却が解け「選ばれし者」をエドラス城に招き、出産したことと子供に「エルマン」と名付けた事を報告。最後は再び旅立つ「選ばれし者」を見送った。
「追憶の旅人」として、プレイアブルキャラクターとしても使用可能。

バルジェロ
声 - 石川界人
「富を極めし者」より登場。ヴァローレの新興マフィア「バルジェロファミリー」の長。
冷静ながらも義理人情に厚い性格。とあるきっかけから「相棒」として認めた「選ばれし者」と共に、「強欲の魔女」ヘルミニアの打倒を目指す。
支援者であったドン・タヴィアーニや、幼い頃からの友であるソニアやティツィアーノを失いながらもヘルミニアを討ち果たし、ヴァローレの新たなる「ゴッドファザー」として君臨するも、「持たざる者」オスカの陰謀により再び窮地に立たされ、再度戦いに身を投じることとなる。
オスカを討ち果たした後はフィニスの招集に応じてオルサ島に参じ、辺獄からの襲撃を目の当たりにした後「灯火の守り手」の一人として戦うこととなる。
フィニスの門で、「選ばれし者」と共に亡者となったヘルミニアと再戦し、これを討ち倒す。しかし、サザントスの手によって「選ばれし者」の事を忘却してしまう。アラウネが妊娠した事を祝うため、シロブドウの花を持ってエドラス城を訪れた。
その後、サザントスの作った理想郷で再登場。この世界では本編での出来事がないため、バルジェロ達はシロブドウ農家を営んでおり、流通を確保するため「バルジェロ商会」の会長となっていた。終盤、現世の忘却が解け、「選ばれし者」と再開を果たす。
「追憶の旅人」として、プレイアブルキャラクターとしても使用可能。

リンユウ
声 - 加隈亜衣
「権力を極めし者」より登場。聖火教会の敬虔な修道女であり、「緋翼」の科学者ヴェルノートの盲目の恋人。
幼き日に両親を失った孤児。かつてアトラスダムで修道女見習いとして働いていたところをヴェルノートと出会い恋人となるも、ヴェルノートの技術力を狙ったタイタスに誘拐され共にエンバーグロウへと連れ去られる。その後はヴェルノートと共に暮らすも、望まぬ研究を強いられる彼を常に案じていた。
ヴェルノートの裏切りに気付いたユルゲンによって連れ去られ、「選ばれし者」の尽力で辛くも退けるも、抵抗したユルゲンの手によりエンバーグロウ雪山の崖から落下してしまう。その際に死亡したと思われていたが奇跡的に一命をとりとめており、狩人ドミトリの助けで生還する。タイタスへの復讐のためにエンバーグロウに「赤い雪」を降らせようとするヴェルノートを止めるべく奔走するが、自らタイタスに殺されることを望んだヴェルノートの死を目の前で看取ることとなる。この際に視力を取り戻しており、彼の最期を自ら見届けることとなった。
その後はエンバーグロウでフィナと共に修道女として務めるが、「黒緋」の襲撃に乗じて何者かに連れ去られてしまう。
その正体はかつて魔神ガルデラを封じた一族の末裔であるグラム・クロスフォードの忘れ形見（クリスと同一の母かは不明）であり、その血筋を利用するべくセラフィナに誘拐されていたが、サザントスと「選ばれし者」の活躍で辛くも難を逃れる。
事件が終息した後はフィニスの招集に応じてオルサ島に参じ、辺獄からの襲撃を目の当たりにした後「灯火の守り手」の一人として戦うこととなる。しかし辺獄でヴェルノートが亡者として生きていることを感じ取り、自ら辺獄に身を投じて行方をくらます。フィニスの門で、ヴェルノートの暴走を止めるため彼の攻撃を受けて命を落とし、ヴェルノートと共に浄化される。
その後、サザントスの作った理想郷で再登場。この世界では本編での出来事がないため、盲目のままであるが本編同様優しい性格である。
「追憶の旅人」として、プレイアブルキャラクターとしても使用可能。

リシャール
声 - 茂木たかまさ
「全てを極めし者」より登場。リバーランド地方を束ねるリーヴェン王国の王子。
リーヴェン城陥落後正体を隠して旅をしていたが、「選ばれし者」と出会い父王を殺害したゴンスカを倒し国王となる。
ソロン
声 - 山本格
「全てを極めし者」より登場。「賢王」と称される、ハイランド地方の国家アルティニア王国の王。

クラウザー
声 - 福島潤
「全てを極めし者」より登場。エドラス王国の将軍であり、マフレズに次ぐ戦士と称される武人。
レブラント
「全てを極めし者」より登場。エリカ・アラウネの従者を務める古強者。

エルトリクス
声 - 日笠陽子
「権力を授けし者」より登場。都市国家グランポートの領主を務める女傑。

サザントス
声 - 福島潤
「指輪の封印」より登場。指輪を守護する役割を持つ聖火守指長。
奪われていた指輪の捜索に協力し「名声を授けし者」編で協力する。セラフィナによる事件の収束後、フィニスの招集に応じオルサ島に参じるが、そこでフィニスを殺害。「灯火の守り手」達に「欲無き世界を作る」と告げ、宣戦布告する。この時の炎は聖火ではなく黒呪炎であり、これに伴いタイトル画面も変化する。
その後はマフレズ、ソニア、エリカを亡者として蘇らせ、自身の配下として「選ばれし者」達に差し向ける。その中で、自身がセラフィナとの戦いで闇に触れ人間の醜さを知り、その根源である欲を消すため黒呪炎を手にした事を明かす。そして、フィニスの門に突入してきた「選ばれし者」達を迎え撃つためヘルミニア、タイタス、アーギュストの3人を亡者として蘇らせ、差し向ける。その後3人を倒した「選ばれし者」達を辺獄の深淵に誘い、守灰文書、オルサの存在、自身の過去を明かす。
彼は生まれながら聖火守指長になることを決められていた。彼の母ファラメは青い炎の才をもっており、教会は彼女を聖火守指長にしようとしたが、彼女はそれを拒み許嫁との幸福の道を選ぼうとしたが、是が非でも指輪を見つけたい教会は彼女を拘束。その期間は13年にも及び教会関係者や無数の男と交配させられた。そしてファラメは4人の子を産み自身以外3人は失敗とされ処分されたと知る。これがきっかけで人間の良心などこの世に無いと悟り、自分が何の為に生まれたのか、この炎で滅すべき邪悪とは何なのかと考える様になる。そしてセラフィナとの戦いで人間とは醜き"欲"、真に滅すべき邪悪なのだと確信。ゆえにその全てをこの世から滅し、新たな世を創ることこそがの目的となった。それにあたり、サザントスは全ての世を作ったオルサを蘇らせようとする。「選ばれし者」達はこれを阻止するため、彼と対決する。しかし、彼の目的を達成させるためシグナが自害。サザントスは彼女の命と7つの指輪を捧げ、オルサを目覚めさせることに成功する。さらにロンドの聖火を取り込み、パワーアップを果たす。そしてオルサを完全に復活させるため、自身は神界へ往き、オルステラの人々や「灯火の守り手」達から「選ばれし者」の存在を消す。
その後神界にてオルサの力を手にし、「聖者サザントス」となり「選ばれし者」と再会。自らの理想とする世界を「選ばれし者」に見せるも、「選ばれし者」がそれを拒んだことで対決。オルサと一つになるも、敗北し消滅する。しかし、彼が消滅する寸前に呟いた「消えたくない」という思いが超常的存在、「全てを授けし者」を誕生させてしまう。だが、「選ばれし者」がそれすらも撃ち破った事を知ると、「選ばれし者」にオルステラを任せることを決意。「人々に何を授けられる」と問い、現世の忘却を解いて消え去った。
「追憶の旅人」として、プレイアブルキャラクターとしても使用可能。
ロンド・レイヴァース
声 - 梶裕貴
「名声を授けし者」より登場。サザントスの部下であり、代々竜石を守護してきたレイヴァース家の出身かつコーデリアの実兄。「選ばれし者」と出会い、戦いを通して成長していく。
サザントスが宣戦布告したことで、「灯火の守り手」として選ばれる。ソロンと共に鍵を握るのがフィニスの門であることを突き止め、フィニスの門を開けるため「選ばれし者」と共に辺獄ホルンブルグに赴く。ソンゾーンによる聖火の試練で「選ばれし者」を殺すという試練を課される。苦しむ中で気力を振り絞り、自分を操っていた聖火を倒す。それにより炎に認められ、フィニスの門を開ける様になる。そして、フィニスの門にてサザントスと再会。辺獄の深淵にてサザントスの過去を聞かされても、オルステラを守る為に彼と対立する道を選ぶ。しかし炎を奪われ、結果としてオルサの復活を許した上、「選ばれし者」の事を忘却してしまう。アラウネの妊娠祝いには遅れて現れた。そして教皇ユリウスから聖火守指長となる資格を得たと告げられる。
その後サザントスの作った理想郷で再登場。この世界では本編での出来事がないため、ロンドは聖火騎士ではなく、レイヴァース家の当主となっている。終盤、現世の忘却が解け「選ばれし者」と再開を果たす。
「追憶の旅人」として、プレイアブルキャラクターとしても使用可能。

#### 第一節「富を極めし者」関係者
ヘルミニア
声 - 田中敦子
「強欲の魔女」と称され、強力な麻薬である「粉」を用いてヴァローレを支配する大富豪。「狩王女ドレファンドの指輪」の持ち主。

ピエロ=デッラ
声 - 堀江瞬
バルジェロファミリーの一員。

フラ
声 - 山本格
バルジェロファミリーの一員。

ティツィアーノ
声 - 平川大輔
バルジェロファミリーの一員。

ロッソ
声 - 永野善一
ヴァローレの支配権を争うマフィアの一人。

ソニア
声 - 悠木碧
バルジェロたちの幼馴染であり、ドン・タヴィアーニのファミリーの一員。

ドン・タヴィアーニ
声 - 高階俊嗣
ヴァローレの支配権を争うマフィアの一人であり、ヘルミニアに対抗する勢力の最有力者。

トリスタン
ヘルミニアの屋敷の警備隊長。

#### 第一節「権力を極めし者」関係者
タイタス
声 - 小山力也
かつて南方異民族との戦いで名を馳せた元聖火騎士であり、犯罪者の更生を目的とした私兵集団「緋翼」の長。「雷剣将ブランドの指輪」の持ち主。

ヴェルノート
声 - 広瀬裕也
「緋翼」の科学者であり、タイタスに背いて組織を脱走した男。

ユルゲン
声 - 竹内栄治
「緋翼」の科学者。

ドミトリ
声 - 高階俊嗣
エンバーグロウ雪山に居を構える狩人。

フィナ
エンバーグロウの教会でリンユウと共に務める修道女。

アル
タイタスの使用人。

タルセット
声 - 左座翔丸
「緋翼」との黒いつながりが噂される聖火教会の司祭。

#### 第一節「名声を極めし者」関係者
アーギュスト
声 - 浪川大輔
芸術の街シアトポリスで成功を収めた天才劇作家。「盗公子エベルの指輪」の持ち主。

シュワルツ
過去に愛する人をアーギュストに奪われ殺されたことで、彼に復讐を誓う男。

フランセスカ
シアトポリスで名を馳せた大女優。アーギュストの劇に欠かせないヒロインとされる。

ミハエル
フランセスカの息子。父親の顔を知らぬまま、ウッドランド地方のアーギュストの別邸で暮らしている。

#### 第二節「全てを極めし者」関係者
パーディス三世
声 - 玄田哲章
本名はオサスナ。大国エドラスの王であり、「碩学王アレファンの指輪」の持ち主。

エリカ
声 - 日笠陽子
パーディス三世の長女であるエドラス王女。英雄マフレズと婚約している。

ゴンスカ
パーディス三世に仕える宮廷道化師。

マフレズ
王国の英雄と称されるエドラス王国の将軍。エリカと愛し合い、婚約している。

メンドーサ
アルティニア王ソロンの腹心。

セロ
パーディス三世の配下である使者。

ゴンザレス
クラウザーの配下である、エドラス王国の粗暴な将軍。

メッサラ
クリフランドの盗賊であり、かつてのエドラス軍人。

ム＝シウヒ
“毒蛇”の異名を持つ西方異民族の将であり、イ・チルロの英雄と称される軍人。

ギメル
リーヴェン王国出身の盗賊。部下を率いてクリアブルックを荒らしまわっていたが、シャルルに敗北し捕縛される。
その後は改心し村の用心棒として働いていたが、治水工事を請け負ったならず者の狼藉に業を煮やして再びクリアブルックを訪れたシャルルに請われ、再度村を救うため戦う。その際にシャルルからリシャールとしての正体を明かされ、「信頼できる配下が欲しい」という声に応え、騎士として彼に絶対の忠誠を誓う。
以降リシャールの近衛兵としてマリアンネと共に行動を共にしていたが、オルサ島近海におけるガ・ロハとの決戦の際に敵の本艦を破壊するため爆薬と共に船底に潜入、リシャールに万歳を叫びながら敵を道連れに自爆する。

#### 第三節「富を授けし者」関係者
オスカ
「持たざる者」を自称し、バルジェロが支配するヴァローレに陰謀をもたらす者。「紳商伯ビフェルガンの指輪」の持ち主。

レヴィーナ
バルジェロファミリーの新参者であり、元アトラスダムの学者。

ジュダ
オスカに心酔し、信者と共に破壊を行う信徒。

デベッキオ
ヴィクターホロウを根城とするマフィアの一人。

レオパルディ
ヘルミニア亡き後、バルジェロが受け継いだ「魔女の遺産」を狙う大富豪。

マンダリノ/レモーネ
オスカの配下である二人組の闘士。

スカラベ
砂金の街スフラタルジャの領主。

ジュリアン
スカラベに財産を奪われ殺された、ヒュセイノフ家の先代頭首。

#### 第三節「権力を授けし者」関係者
タトゥロック
声 - 沢城みゆき
西方の大国ガ・ロハの女帝。「舞踏姫シルティージの指輪」の持ち主。

ペラギア
タトゥロックに仕える道化師であり、ゴンスカの実姉。

ドゥデク
リバーランドの都市国家ドニエスクの王。

オスレッド二世
アトラスダムを首都とするウォルド王国の王であり、メアリーの父。

マリアンネ
リシャールの親衛隊長。

ナ・グー
ドニエスクを襲撃したガ・ロハの軍勢の部隊長。

イヴリ/ガッコ/ワッパ
エルトリクスの配下である水夫。元は同じ海賊の仲間であり、リーダー格のイヴリ・ガッコと操舵士であるワッパとして一目置かれていた。ある時討伐に出たグランポートの軍勢と対峙した際、逃げ込んだ島で魔物に襲われ、エルトリクスの助けを得てこれを撃退する。自らを救ってくれたエルトリクスの侠気に惹かれ、揃って忠実な配下となった。

ウルリカ
パーディス三世の妻であり、エリカ・アラウネの母。本編開始以前に、パーディス三世の怒りを買い処刑されている。

#### 第三節「名声を授けし者」関係者
セラフィナ
「緋翼」の残党を再結集した「黒緋」を率いて「新たなる神」を僭称する女性。「霊薬公ドーターの指輪」の持ち主。
古ベルンシュタイン王国の科学者ザロモンの孫娘であり、魔女リブラックに与えられた永遠の命を生きている。

ユリウス
声 - 武田幸史
聖火教会を統べる教皇。

ヒューゴ
声 - 津田健次郎
現聖火騎士団長であり、サザントスの戦友。

タイガン
聖火教会の司祭。ダスクバロウで発見された「黒呪炎」を崇拝する集団を警戒し、各種調査に務めている。

モナリス
聖火教会の司祭であり、タイタス大聖堂の管理者の一人。

ミザ
モナリスの娘であり、タイタス大聖堂の修道女見習い。

#### 第四節「全てを授けし者」関係者
フィニス
シグナ
アルフレート
ソンゾーン

#### その他
ネフティ
アイラ
フェインツ
キルン

#### 八つ子
家庭が貧乏であるため八つ子みんなで稼いで両親に恩返しをすることを約束する。
メニー
声 - 諏訪彩花
八つ子の長女で一番目。剣士。
テリー
声 - 堀江瞬
八つ子の長男で二番目。神官。
ドリー
声 - 堀江瞬
八つ子の次男で三番目。学者。
コニー
声 - 諏訪彩花
八つ子の次女で四番目。商人。
ビリー
声 - 堀江瞬
八つ子の三男で五番目。盗賊。
サニー
声 - 諏訪彩花
八つ子の三女で六番目。狩人。
ハリー
声 - 堀江瞬
八つ子の四男で七番目。踊子。
ペニー
声 - 諏訪彩花
八つ子の四女で八番目。薬師。

## 世界観
本作の舞台となる「オルステラ大陸」は8つの地域に分かれている。オルステラ大陸では太古の神「オルサ」が生み出した十二神が信仰されており、オルステラという名は「オルサの大地」を意味する「オルシステラ」に由来する。暦は「神名歴」で本作の時代は神名歴1618年となっている。
フロストランド地方
大陸北部の寒冷地。聖火神エルフリックの降臨地とされ、エルフリックを称える聖火教会の教皇領がある。
フレイムグレース
聖火教会の巡礼地の一つ。北には大聖堂、東には原初の炎がある神聖な場所「原初の洞窟」がある。オフィーリアがこの町で暮らしている。
スティルスノウ
雪に囲まれた小さな村。近くの洞窟にはドラゴンが生息している。町の外れには黒曜会の娼館「黒曜館」がある。
ノースリーチ
地方最北端にある町。ダリウス率いる盗賊団が町を支配しており、住民は盗賊に怯えている。
エンバーグロウ
『大陸の覇者』にて登場。罪人更生を兼ねた私兵団「緋翼」とその長タイタスが治める街。タイタスの業績を称えた「タイタス大聖堂」の建立が進んでいる。

フラットランド地方
大陸北東部のなだらかな平原地帯。ウォルド王国が治める。学問が盛ん。
アトラスダム
フラットランド地方最大の都市。多くの学者が集まる学問都市。王城前には多くの書物が保管されている図書館や王立学院が存在する。サイラスの故郷。
ノーブルコート
エゼルアート家が代々治めていた町。かつては平和な気高き町であったが、プリムロゼの父ジェフリーが暗殺され黒曜会が支配下に置いてからは治安が悪化している。プリムロゼの故郷。
ウィスパーミル
地方辺境の小さな農村。風車が名物。かつて村で流行病が蔓延し、憔悴しきった村人はマティアスに扇動され彼を救世主と崇めている。
シアトポリス
『大陸の覇者』にて登場。芸術の都と称される華やかな街。エバーホルドに並ぶ大劇場があり、天才劇作家アーギュストによる演劇が日々上演されている。

コーストランド地方
大陸東部の島嶼部。貿易や漁業で栄えている。
リプルタイド
活気ある小さな港町。トレサの故郷。
ゴールドショア
聖火教会の巡礼地の一つ。美しい浜辺が自慢。町の南側には商店街、北側には大聖堂と貴族街がある。
グランポート
コーストランド地方最大の港町。あらゆる品物が集まる世界屈指の貿易港。年の一度商人の祭典「大競売」が開かれている。軍事力を持つ都市国家として独立しており、『大陸の覇者』では領主としてエルトリクスが登場する。

ハイランド地方
大陸南東部の山岳地帯。200年前からこの地域を統治していたホルンブルグ王国が8年前に内乱で滅び、現在は各領主たちが争っている。
コブルストン
山間にある小さな村。村の北には山賊のアジトがあり、村人を悩ませている。ホルンブルグ王国滅亡後、オルベリクがこの村に身を寄せている。
ストーンガード
ハイランド地方最大の都市。世界有数の製本の町で、多くの職人が住んでいる。山の斜面を利用してエリアが分けられており、上部は貴族が住む上街、山裾は工房の下街となっている。
エバーホルド
かつてホルンブルグ王国の初代国王ベオウルフがドラゴンに対抗するための城塞を築いた町。現在では城塞は改築され、巨大な劇場となっている。
シェパードロック
『大陸の覇者』にて登場。「賢王」ソロンが治めるアルティニア王国の王都であり、穏健な統治が行われている。
ベルケイン
『大陸の覇者』にて登場。火山の麓に位置する、かつて滅亡したベルンシュタイン王国の末裔が暮らす街。常に熱風が吹き荒れるため住民は火傷を防ぐべくフードで顔を隠している。他国と交流を絶ち、伝承に謳われる巫女の再来を待ち望んでいる。

サンランド地方
大陸南部の砂漠地帯。12の部族からなるトライブリア連合王国が統治している。
サンシェイド
砂漠の中にある歓楽街。町は巨大な岩の陰にあるため、昼間でも暗い。プリムロゼが踊り子として働いている酒場がある。
ウェルスプリング
オアシスにある町。砂漠の交易路の中継地点であり、人の往来が盛ん。町の近くでは闇市が行われている。
マルサリム
サンランド地方最大の町でトライブリア連合王国の王都。サンランド地方を治めるカリム王が住む王宮がある。聖火教会と繋がりが深く、聖火騎士団が常時滞在している。
スフラタルジャ
『大陸の覇者』にて登場。白砂で構成される砂漠の中心に位置する街。砂金の産地であり、実質的な奴隷階級の労働者たちが日々採掘に従事させられている。現在の領主は元商人のスカラベ。

リバーランド地方
大陸南西部の農業地域。多くの河川があり、聖火信仰が盛ん。現在はリーヴェン王国が統治している。現王は『大陸の覇者』の時代の戦争で即位したリシャール。
クリアブルック
川沿いの小さな村。アーフェンの故郷。
セントブリッジ
聖火教会の巡礼地の一つ。町の中央を流れる大河には、街の象徴である大きな橋が架かっている。大聖堂周辺は貴族街となっている。
リバーフォード
地方西端にある町。ヴェルナーが領主となって以降、住民は圧政に苦しめられている。
ドニエスク
『大陸の覇者』にて登場。都市国家であり、現在の王はドゥデク。かねてより他国の侵略に対抗し続けた過去があり、王への信頼と住民の結束は強固。

クリフランド地方
大陸西部の山岳地帯。鉱脈が多く武器や防具の鍛冶が盛ん。エドラス王国が治める。王都はクラグスピア(『大陸の覇者』に登場)で現王はエルマン。
ボルダーフォール
クリフランド地方最大の町。町は3つの階層に分かれており、上に行くほど裕福。上層は貴族街でレイヴァース家の屋敷があり、下層は貧民街となっている。
クオリークレスト
活気あふれる鉱山の町。採掘場では金脈目当ての多くの労働者が働いている。
オアウェル
地方辺境の村。村の西には美しい羽根を持つ魔物テングワシが生息するルーベの森がある。
クラグスピア
『大陸の覇者』にて登場。軍事大国エドラスの首都であり、パーディス三世によって苛烈な統治がなされている。貧富の差が問題となっており、街の一部は貧民街として隔離されている。
イ・チルロ
クリフランドよりさらに西方に位置する、西方異民族の町。住民たちはかつて侵略を受けていたエドラスを憎んでおり終戦後も断交していたが、新女王アラウネと「選ばれし者」の尽力により和解し、国交を結ぶ。

ウッドランド地方
大陸北西部の森林地帯。地方南部には魔物使いの狩人が住む村がある。
シ・ワルキ
魔物使いの狩人「黒き森」の一族が住む里。幾人もの高名な狩人を輩出しており、大陸中にその名を知られている。ハンイットの故郷。
ヴィクターホロウ
ウッドランド地方最大の都市。大陸中から腕自慢が競い合うコロシアムが名物で、年の一度最強の剣闘士を決める武闘大会が開かれる。交易の町としても有名。
ダスクバロウ
森に囲まれた小さな村。遺跡の上に建てられた村で、街中の至る所に遺物がある。
ヴァローレ
代々マフィアが治める街。多数のファミリーが存在し、支配者の座を巡って抗争を繰り返してきたが、現在は「強欲の魔女」ヘルミニアの支配下にある。

## 設定・用語
ホルンブルグ王国
かつてハイランド地方に存在した王国。オルベリクの祖国。建国者はフェリエン王国の第二王子であったベオウルフで、約200年前に勃発したグラナート王国とベルンシュタイン王国との戦争後に建国された。21年前、南方の異民族の侵攻を受けるも、聖火騎士団と各国の連合軍が異民族を撃退した。8年前、内乱により滅亡したとされているが、その背後にはリブラックの援助を受けたヴェルナー率いる傭兵団「シュヴェルツェコール」が関わっている。
「大陸の覇者」では、辺獄のホルンブルグに行くことが出来る。

黒曜会
大陸各地で暗躍している裏組織。100年以上前にリブラックの協力によりマティアスによって設立され、10年前のジェフリー暗殺やレイヴァース家が所有する「竜石」の強奪など数々の事件に関わっている。現在の幹部はマティアスとシメオンで、主要メンバーは体のどこかにカラスの刺青がある。

大競売
年に一度グランポートで開催される商人の祭典。商人が持ち寄る世界中の宝を目当てに各国の富豪が足を運び、ここで手に入らない物はないと言われている。世界的大富豪ウィンダムが出資しており、彼の娘ノーアへの贈り物が競売の対象となっている。賞金は10億リーフ。

テングワシ
オアウェル西にあるルーベの森に生息する鳥の魔物。美しい羽根を持ち、この羽はある病の特効薬の材料として使われる。
この病は幼い頃にアーフェンが死の淵を彷徨った病気で、全身が痙攣し体には紫の斑点が現れやがて死に至らしめる。かつてグラムの妻の命を奪い、アーフェンのストーリーではオーゲンもこの病にかかっている。

赤目
大陸各地で暴れている魔物。魔物の感情を読めるハンイットでも感情を読み取れないなど謎が多い。目が合った者を石化させる能力を持ち、完全に石化した場合それを解くには赤目を滅ぼすしかないが、進行中の石化はヘンルーダの薬草から精製した薬で解除することができる。正体は薬師グラムがリブラックの儀式によって変貌した姿。最初はある程度自我が残っていたが、やがて完全な魔物になり果てた。

辺獄の書
アトラスダム図書館に保管されている王立学院の学長しか閲覧できない禁書の一つ。人を不老化させる黒呪術などが記されている。

竜石
レイヴァース家が所有する4つの宝石。高い魔力を持ち、金銭的な価値も高い。オージン・クロスフォードが東方で手に入れ、約200年前の戦争でフィニスの門を封印するために使用した。その後ベオウルフから友人の騎士オスカー・レイヴァースに託され、以後代々レイヴァース家によって家宝として守られてきた。

聖火教会
十二神の一柱「聖火神エルフリック」と聖火を信仰する宗教。組織として成立したのは約1500年前。20年に一度選ばれた神官が各巡礼地で行う儀式「式年奉火」がある。巡礼する信者を守る武装組織として「聖火騎士団」が存在する。

フィニスの門
ハイランド地方旧ホルンブルク領に存在する、かつて十二神がガルデラを封印した生と死の世界を繋ぐ門。約200年前、ザロモンがフィニスの門を開いたことで死界から多くの魔物が出現したが、オージン・クロスフォードによって再び封印された。